# Grabenkrieg im Ersten Weltkrieg
Der Grabenkrieg war ein charakteristisches Merkmal des Ersten Weltkriegs und zeichnete sich durch ein System befestigter Schützengräben aus, das sich über die Westfront erstreckte, eine Reihe von Schlachtfeldern, die sich durch Belgien und Frankreich zogen. Diese Taktik entstand aus der Sackgasse, in der sich die Fronten befanden, da die Fortschritte bei der Bewaffnung die Fortschritte bei der Mobilität und Taktik überholt hatten. Die Ursprünge des Grabenkriegs lassen sich bis in die Anfangsphase des Krieges zurückverfolgen, als die schnelle Mobilisierung zu einem Wettlauf zum Meer führte. Da beide Seiten versuchten, die Flanken des jeweils anderen zu umgehen, waren sie bald nicht mehr in der Lage, einen entscheidenden Schlag zu führen. Daher griffen sie auf den Bau von Gräben zurück, um ihre Stellungen zu schützen und sich einen Vorteil zu verschaffen. Was als vorübergehende Verteidigungsmaßnahme begann, entwickelte sich zu einem ausgedehnten Netz von Schützengräben, das sich über Hunderte von Kilometern erstreckte.

## Durchführung
Mit der Entwicklung des Minié-Geschosses, das die massenhafte Nutzung von Gewehren mit gezogenem Lauf und weitaus höherer effektiver Reichweite erlaubte, wurden Frontalangriffe sowohl durch Kavallerie- als auch durch Infanterieeinheiten extrem verlustreich. Schon im amerikanischen Sezessionskrieg hatte sich gezeigt, dass Kavallerieangriffe auf breiter Front ohne große Probleme abgeschlagen werden konnten. Hier wurde auch zum ersten Mal der Nutzen von Schützengräben erprobt und erwies sich in der Verteidigung als enorm erfolgreich. Mit der flächendeckenden Einführung von Hinterladern waren Verteidiger noch mehr im Vorteil, da sie jetzt den Angreifer unter Beschuss nehmen konnten, ohne ihre Deckung zu verlassen. Maschinengewehre steigerten die Feuerkraft der Verteidiger nochmals um ein Vielfaches und konnten die Angreifer niedermähen, sobald diese aufstanden, um vorzurücken.
Obwohl sich damit die Art der Kriegsführung auf dramatische Art und Weise geändert hatte, waren die meisten Armeen und Generale auf die Auswirkungen dieser Änderungen nicht vorbereitet. Zu Beginn des Ersten Weltkriegs bereiteten sich alle beteiligten Armeen auf einen kurzen Krieg vor, der in seinen Taktiken den bisherigen Kriegen gleichen sollte. Diese Taktiken riefen nach schnellen, aggressiven Vorstößen, um die feindlichen Einheiten und Armeen dann einzukreisen und zu vernichten. Die Durchführung dieser Angriffe war dabei nicht fundamental anders als in den napoleonischen Kriegen: Ein Ansturm möglichst vieler Männer auf schmalem Raum mit aufgepflanzten Bajonetten, um den Gegner dann im Nahkampf zu töten.
Mit Ausbruch des Krieges erkannten die deutschen und alliierten Truppen, dass auch die kleinste Deckung es ermöglichte, einen Angriff problemlos zurückzuschlagen. Frontale Angriffe führten zu nie dagewesenen Verlusten auf beiden Seiten; daher gruben sich beide Seiten in zunehmend komplexeren Grabensystemen ein und versuchten mit immer größeren Mengen an Artillerie und Soldaten wiederum die Verteidigungssysteme des Gegners zu überrennen.
Zunächst wurden Flankenangriffe als einzige Möglichkeit zum Sieg angesehen. Dies führte nach der Marneschlacht zu einer Serie von Umfassungsmanövern, die erst endeten, als beide Armeen die Nordseeküste erreichten. Das Grabensystem der Westfront erstreckte sich von dort bis zur Schweizer Grenze. Der Stellungskrieg an der Westfront setzte sich bis zur deutschen Frühjahrsoffensive im März 1918 fort.
An der Westfront wurden die ersten provisorischen Gräben schnell durch ein komplexes Grabensystem ersetzt. Das Gelände zwischen den Gräben wurde als Niemandsland bezeichnet. Der Abstand zwischen den Gräben variierte je nach Frontabschnitt. Im Westen lag die Distanz üblicherweise bei 100 bis 250 Metern. An einigen Stellen, zum Beispiel bei Vimy, lagen die Gräben jedoch nur 25 Meter auseinander. Nach dem deutschen Rückzug zur Siegfriedstellung im Frühjahr 1917 (Unternehmen Alberich) wuchs der Abstand teilweise auf mehr als einen Kilometer an. Bei der Schlacht von Gallipoli lagen die Gräben streckenweise nur etwa 15 Meter auseinander, so dass es dort häufig zu Handgranatenkämpfen kam.

### Aufbau

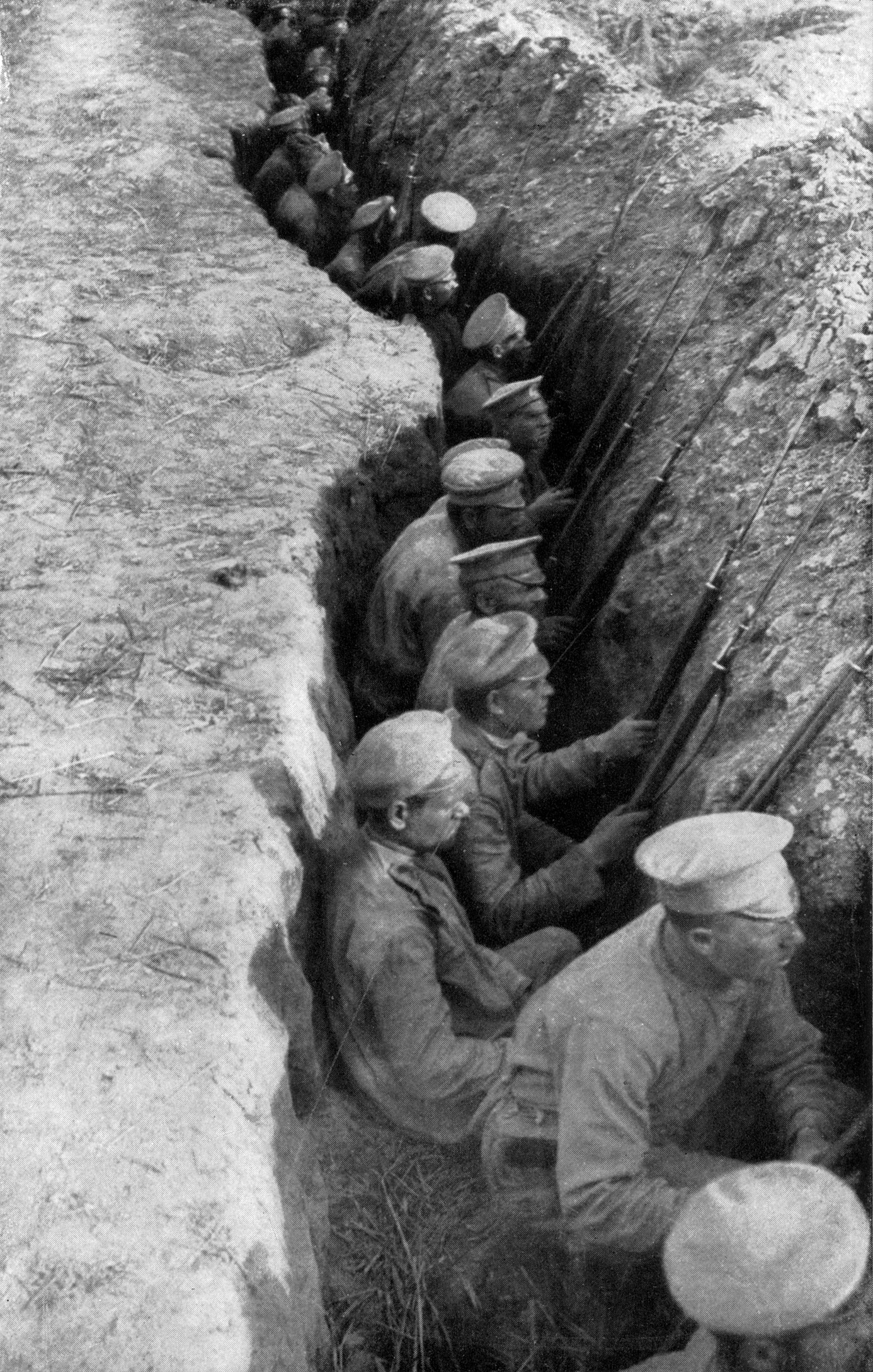
Russische Truppen in einem Rückzugsgraben erwarten einen deutschen Angriff

Zu Beginn des Krieges sah die britische Verteidigungsdoktrin ein Grabensystem mit drei parallelen Gräben vor, die durch Kommunikationsgräben verbunden wurden. Die Verbindungspunkte zwischen Haupt- und Kommunikationsgraben waren üblicherweise, aufgrund ihrer Wichtigkeit, schwer befestigt. Der vorderste Graben war in der Regel lediglich in den Morgen- und Abendstunden stärker besetzt, tagsüber hingegen nur leicht. Etwa 60 bis 100 Meter hinter dem ersten Graben befand sich der Unterstützungs- oder „Bewegungs“-(engl. travel) graben. In diesen zogen sich die Truppen zurück, wenn der erste Graben unter Artilleriefeuer lag. Weitere 250 bis 500 Meter hinter dem Unterstützungsgraben lag der Reservegraben, in diesem sammelten sich die Reservetruppen für einen Gegenangriff, sollte einer der vorderen Gräben eingenommen worden sein.
Diese Aufteilung wurde jedoch schnell überholt, als die Feuerkraft und Masse der Artillerie weiter zunahm; in einigen Bereichen wurde der Unterstützungsgraben jedoch als Ablenkung beibehalten, um das gegnerische Geschützfeuer anzuziehen. In ihm wurden Lagerfeuer entzündet, um den Eindruck eines besetzten Grabens zu erwecken, auch wurden Schäden umgehend repariert.
Es wurden außerdem provisorische Gräben gebaut. Wenn eine große Offensive geplant war, wurden Sammelgräben nahe dem ersten Graben gebaut. Diese Gräben dienten als geschützter Sammelpunkt für die Truppe, die der ersten Welle nachfolgte. Die erste Angriffswelle griff üblicherweise aus dem ersten Graben heraus an. Laufgräben waren provisorische Gräben, oft unbemannte Sackgassen, die in das Niemandsland gegraben wurden. Sie dienten dazu, die vorgelagerten Horchposten mit dem Hauptgrabensystem zu verbinden oder auch als vorgezogene Angriffslinie für einen Überraschungsangriff.
Hinter dem Frontsystem lagen normalerweise einige teilweise ausgebaute Gräben für den Fall eines Rückzuges. Die Deutschen benutzten öfter mehrere hintereinander liegende, funktionsgleiche Grabensysteme. An der Somme-Front 1916 nutzten sie zwei komplett ausgebaute Grabensysteme, die einen Kilometer voneinander entfernt waren. Einen weiteren Kilometer dahinter befand sich ein teilweise ausgebautes System. Diese doppelten Systeme machten einen entscheidenden Durchbruch praktisch unmöglich. Sollte ein Teil des ersten Systems erobert werden, wurden „Wechselgräben“ gebaut, um das zweite Grabensystem an den immer noch gehaltenen Teil des ersten Systems anzuschließen.
Die deutsche Armee baute ihre Stellungen sehr massiv aus; es wurden sowohl tiefe Betonbunker als auch feste Stellungen an strategisch wichtigen Stellen gebaut. Die Deutschen waren an der Westfront tendenziell eher in der Defensive und öfter bereit, sich in vorbereitete Stellungen zurückzuziehen, als die alliierten Armeen. Sie entwickelten das elastische System der Tiefenverteidigung, bei dem mehrere Schanzen im Frontbereich gebaut wurden, anstatt auf einen einzelnen Graben zu vertrauen. Von jeder Schanze aus konnten die Nachbarschanzen unter Feuer genommen werden. Den Höhepunkt dieser Doktrin bildete die Siegfriedlinie, bei der schwer befestigte Bunker durch ein Netz aus Gräben verbunden waren, die in Frontnähe nur dünn besetzt waren, um den Feind in vorbereitete Todeszonen hineinzulocken. Die Briten übernahmen schließlich diese Taktik teilweise, konnten sie aber bis zur Offensive im Jahr 1918 nicht vollständig einsetzen.

### Konstruktion

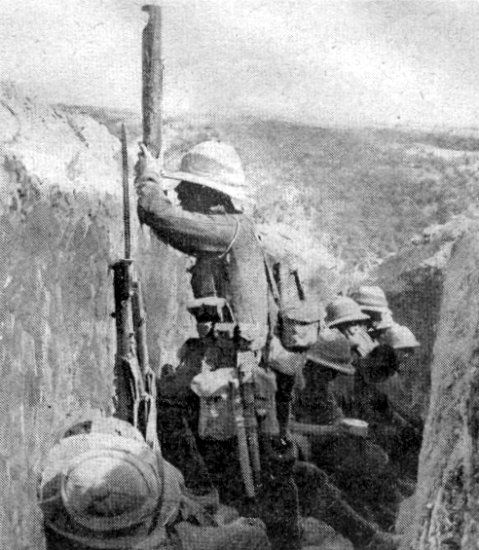
Britischer Soldat mit Periskop vor Gallipoli

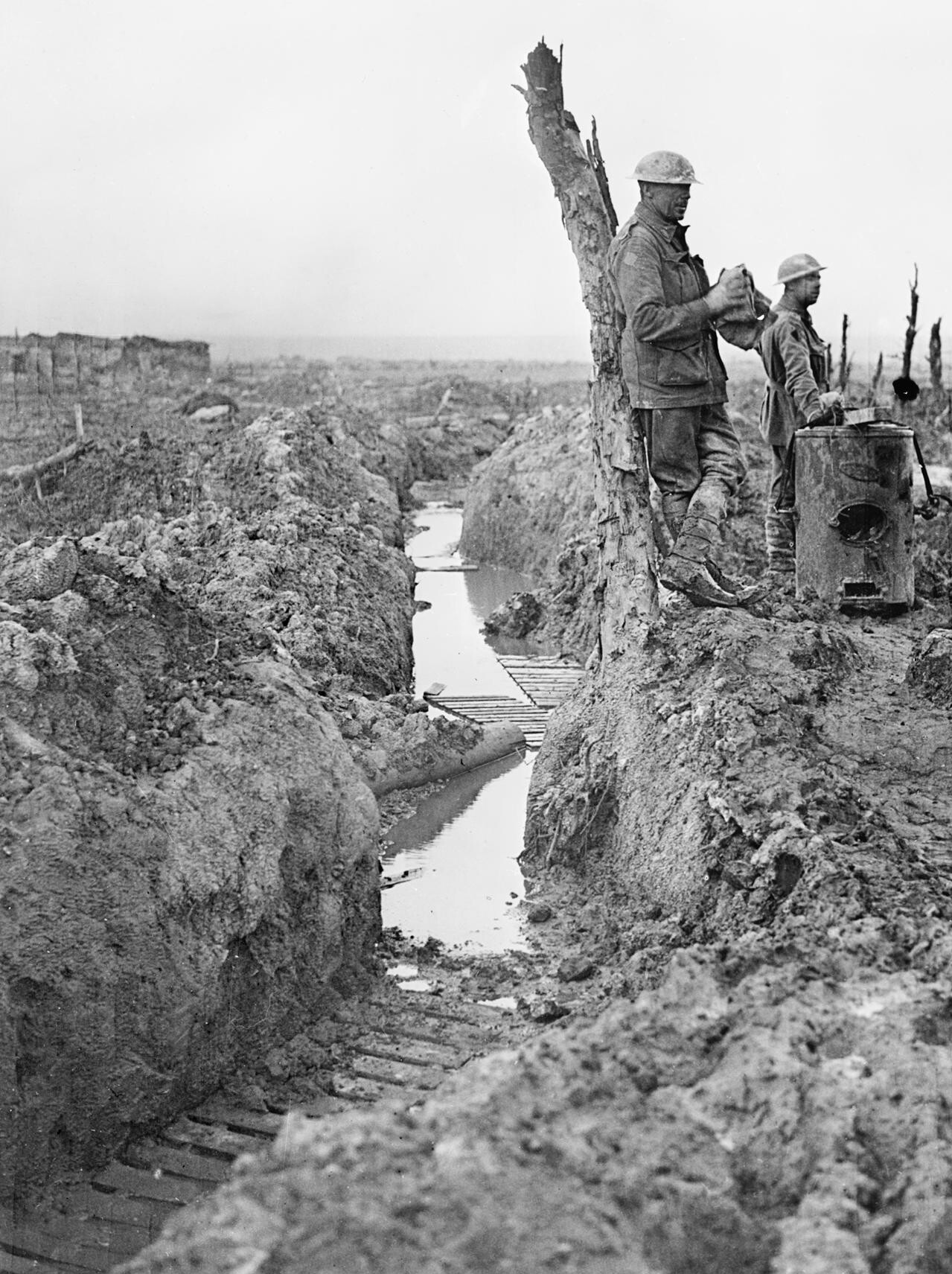
Wassergefüllter Schützengraben nahe Ypern in Westflandern, 1917

Gräben wurden niemals gerade gebaut, sondern immer in einem sägezahnartigen Muster, welches den Graben in Buchten einteilte, die durch Quergräben (Traversen) verbunden waren. Ein Soldat konnte nie mehr als zehn Meter den Graben entlang sehen. Dadurch konnte, wenn ein Teil des Grabens durch Feinde besetzt war, nicht der gesamte Graben unter Feuer genommen werden. Auch die Splitterwirkung einer Artilleriegranate, die im Graben einschlug, wurde so begrenzt. Die Seite des Grabens, die dem Feind zugewandt war, nannte man Parapet (Brustwehr). Auf dieser Seite befand sich außerdem eine Stufe, die es ermöglichte, über den Rand des Grabens zu schauen. Die abgewandte Seite hieß Parados und schützte die Soldaten vor Splittern, falls eine Granate hinter dem Graben einschlug. Die Seiten wurden durch Sandsäcke, Holzbretter, Wellblech, Flechtwerk oder Drahtgeflecht verstärkt; der Boden war mit Holzbrettern abgedeckt, unter denen sich ein Wasserabfluss befand.
Bunker in verschiedenen Ausbauvarianten wurden hinter dem Unterstützungsgraben gebaut. Britische Bunker waren zwischen 2,5 und 5 Meter tief, deutsche Bunker wurden meist tiefer gebaut, mindestens vier Meter. Teilweise bestanden deutsche Bunker aus bis zu drei Stockwerken, die durch Betontreppen verbunden waren.

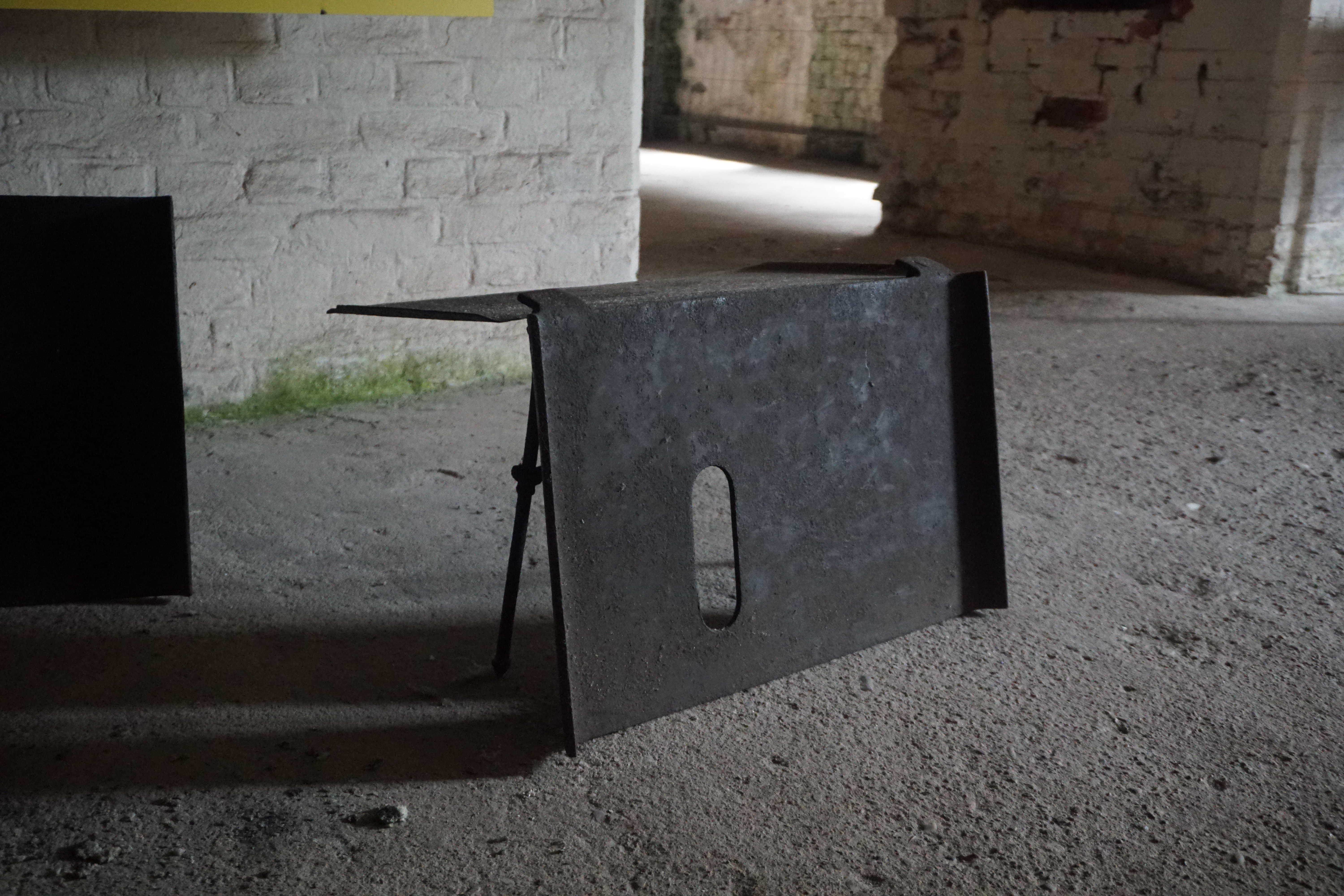
Grabenschild (Deutsch, 1. Weltkrieg)

Um es den Soldaten zu ermöglichen, die gegnerischen Linien zu beobachten, ohne dafür ihren Kopf aus dem Graben zu erheben, wurden Scharten in die Brustwehr gebaut. Dies konnte einfach eine Lücke zwischen den Sandsäcken sein, welche aber manchmal mit einer Stahlplatte (Grabenschild) geschützt wurde. Deutsche und englische Scharfschützen nutzten Hartkerngeschosse, um diese Schilde zu durchschlagen.
Eine andere Möglichkeit war die Verwendung eines Periskops. Die alliierten Soldaten bei Gallipoli entwickelten das Periskopgewehr, welches Scharfschützen ermöglichte, auf den Feind zu schießen, ohne sich selbst Feindfeuer auszusetzen.
Es gab drei verschiedene Methoden, einen Graben auszuheben, zum ersten das Ausheben auf einer großen Breite. Dies war die effizienteste Methode, da sie es erlaubte, mit vielen Menschen auf der Länge des Grabens zu arbeiten. Allerdings standen die Soldaten dabei im Offenen und waren ungeschützt, daher konnte diese Methode nur in den hinteren Frontbereichen oder bei Nacht durchgeführt werden. Als zweite Möglichkeit gab es das Erweitern eines vorhandenen Grabens; dabei gruben 1–2 Mann am Kopfende des Grabens. Die Männer waren zwar geschützt, jedoch war diese Art des Ausbaus sehr langsam. Die dritte Methode ähnelte der zweiten, nur wurde das Dach des Grabens intakt gelassen, es wurde quasi ein Tunnel gegraben, der dann später zum Einsturz gebracht wurde. Britische Leitlinien gingen davon aus, dass 450 Mann sechs Stunden bei Nacht graben mussten, um einen 250 Meter langen Frontgraben auszuheben. Auch danach benötigte ein Graben kontinuierliche Instandhaltung, um dem Verfall durch Wetter und Beschuss entgegenzuwirken. Als Werkzeuge dienten meist die Klappspaten, die jeder Soldat mit sich führte. Auf französischer Seite kamen im geschützten Bereich auch motorgetriebene Kettenbagger zum Einsatz.
Die Schlachtfelder in Flandern, auf denen einige der verbissensten Kämpfe stattfanden, stellten die Grabenkonstrukteure vor besondere Probleme, besonders die Briten, deren Stellungen meist in den Niederungen lagen. In einigen Bereichen lag der Grundwasserspiegel nur einen Meter unterhalb der Oberfläche, daher liefen die Gräben sehr schnell voll. Aus diesem Grund bestanden einige Gräben aus massiven Sandsack-Brustwehren. Anfangs wurden Parapet und Parados auf diese Weise gebaut, später wurde die Rückseite offen gelassen, um die Linie, falls sie eingenommen wurde, besser von der Reservelinie aus unter Feuer nehmen zu können.

## Leben in den Gräben

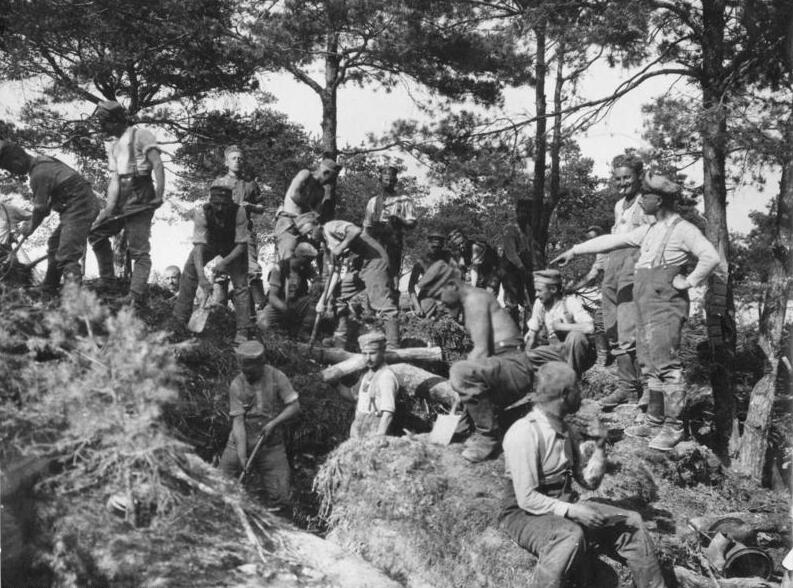
Deutsche Truppen beim Stellungsbau im Argonnerwald, 1916

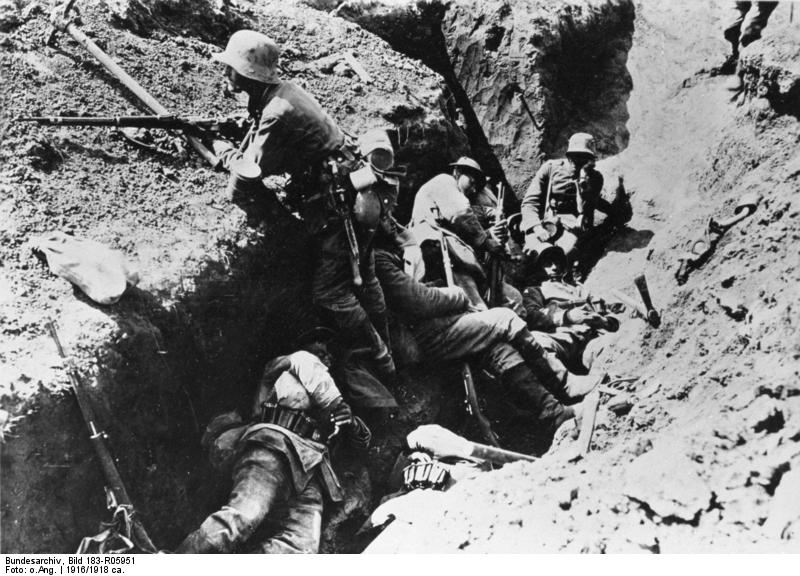
Deutscher Graben bei Arras, ca. 1916: Ein Soldat hält Ausschau, während seine Kameraden ausruhen

Die Zeit, die ein Soldat an der direkten Frontlinie verbrachte, war üblicherweise kurz. Sie reichte von einem Tag bis zu zwei Wochen, bevor die Einheit abgelöst wurde. Das australische 31. Bataillon verbrachte bei einer Gelegenheit 53 Tage am Stück an der Front bei Villers-Bretonneux (Département Somme). Aber eine solche Dauer war eine seltene Ausnahme. Das typische Jahr eines Soldaten konnte in etwa folgendermaßen aufgeteilt werden:
- 15 % Frontgraben
- 10 % Unterstützungsgraben
- 30 % Reservegraben
- 20 % Pause
- 25 % anderes (Krankenhaus, Reisen, Ausbildung etc.)

Selbst an der vordersten Frontlinie kam es für den typischen Soldaten nur zu verhältnismäßig wenigen massiven Kampfhandlungen, sodass auch nicht selten Monotonie und Langeweile an den Nerven der Soldaten zehrten. Allerdings stieg die Häufigkeit der Kämpfe für Elite-Einheiten auf der alliierten Seite.

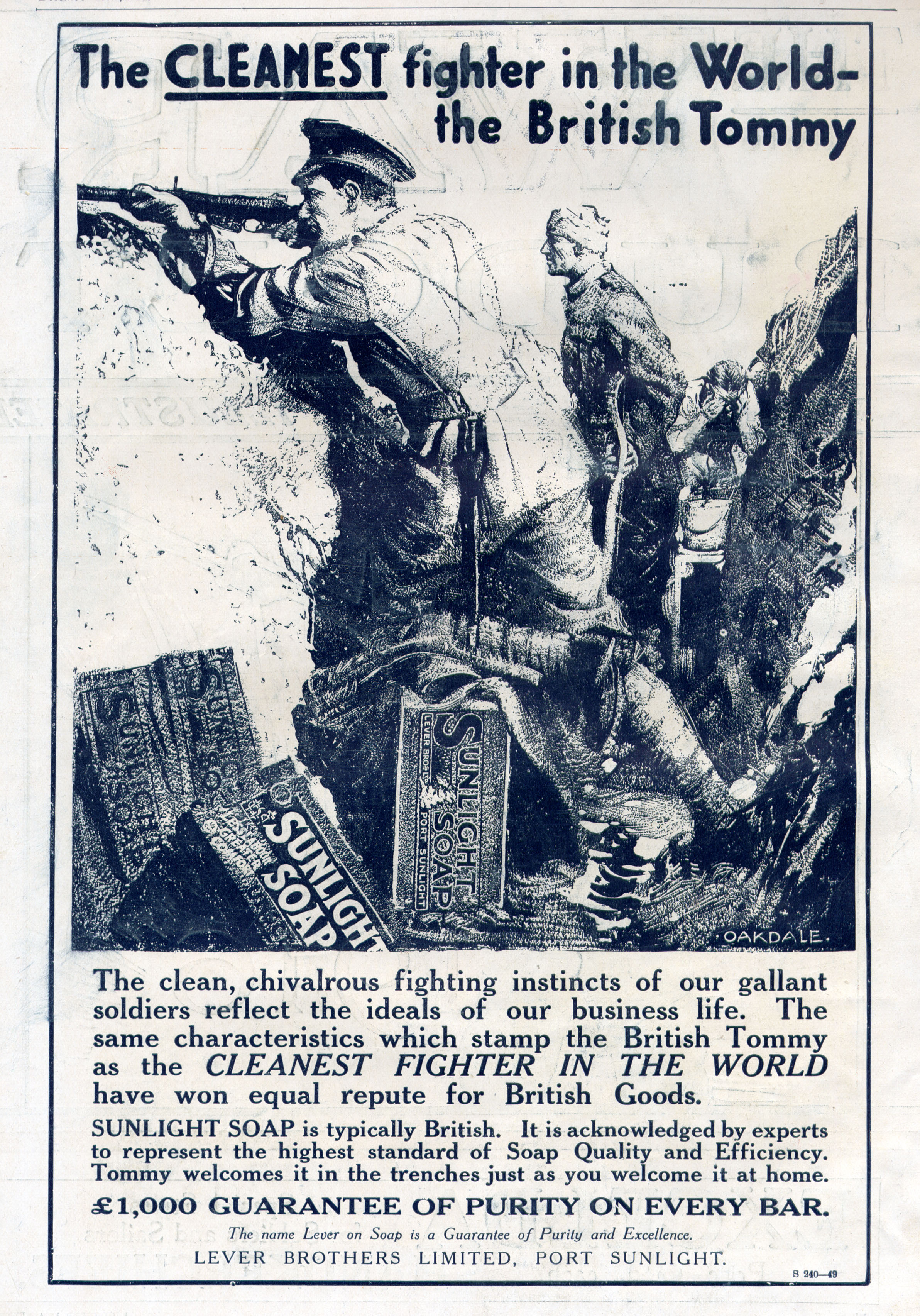
Hygiene im Schützengraben (englische Werbung von 1915)

In einigen Bereichen der Front kam es seltener zu Kämpfen, so dass das Leben an diesen Abschnitten vergleichsweise einfach war. Als das 1. ANZAC-Korps nach der Evakuierung von Gallipoli an die Westfront versetzt wurde, wurde es zur „Akklimatisierung“ an den ruhigen Abschnitt südlich von Armentières versetzt. Andere Sektoren waren der Schauplatz blutiger Kämpfe. So wurde der Abschnitt bei Ypern besonders für die Briten in ihrer vorgeschobenen Frontausbuchtung zur Hölle. Allerdings kam es auch an Abschnitten, die als ruhig angesehen wurden, zu zahlreichen Verlusten. In den ersten sechs Monaten des Jahres 1916, vor dem Beginn der Somme-Offensive, nahmen die Briten an keiner größeren Schlacht teil; trotzdem fielen in dieser Zeit 107.776 Soldaten.
Ein Frontsektor wurde einem Armeekorps, welches in der Regel aus drei Divisionen bestand, zugewiesen. Zwei der Divisionen nahmen jeweils einen Abschnitt an der Front ein, während sich die dritte Division hinter der Front erholte. Diese Aufteilung setzte sich durch die Divisionsstruktur fort. Jede Division bestand üblicherweise aus drei Brigaden, von denen wiederum zwei an der Front eingesetzt wurden und die dritte in Reserve gehalten wurde. Dies setzte sich für Bataillone (bzw. deutsche Regimenter) bis zu den Kompanien und Zügen fort. Je weiter unten sich die Einheit in der Hierarchie befand, desto häufiger rotierten die Einheiten.
Tagsüber machten Scharfschützen und Artilleriebeobachter jede Bewegung sehr gefährlich, so dass es meist ruhig war. In den Gräben wurde meist in der Nacht gearbeitet, wenn im Schutz der Dunkelheit Einheiten und Nachschub bewegt, die Gräben ausgebaut und gewartet und der Gegner ausgekundschaftet werden konnte. Posten in vorgeschobenen Stellungen im Niemandsland lauschten auf jede Bewegung in den feindlichen Linien, um einen bevorstehenden Angriff erkennen zu können.
Um Gefangene zu machen, wichtige Dokumente zu erbeuten und Beute zu machen, wurden Überfälle (engl. trench raids) auf den gegnerischen Graben verübt. Diese Überfälle wurden im Laufe des Krieges bei den Briten zu einem grundsätzlichen Bestandteil der Taktik, um die eigene Moral zu stärken und Kontrolle über das Niemandsland auszuüben. Dies wurde jedoch mit hohen Verlusten erkauft. Analysen nach dem Krieg legten nahe, dass die militärischen Vorteile die Kosten dieser Aktionen nicht rechtfertigten.
Zu Beginn des Krieges wurden überfallartige Überraschungsangriffe durchgeführt, oftmals durch die Kanadier. Jedoch machte die verstärkte Wachsamkeit der Verteidiger diese Art der Überfälle immer schwieriger. 1916 wurden die Überfälle zu sehr sorgfältig vorbereiteten Missionen, die aus einer Kombination aus Artillerie- und Infanterieattacke bestanden. Der Überfall wurde durch massiven Beschuss eingeleitet, der den vorderen Graben räumen und die Stacheldrahthindernisse zerstören sollte. Der Beschuss wurde dann zu einem Sperrfeuer um den „gesäuberten“ Frontabschnitt herum geändert, um so einen Gegenangriff auf das Überfallkommando zu verhindern.

### Tägliche Ration eines deutschen Soldaten
- 750 g Brot oder 500 g Feldzwieback oder 400 g Eiergebäck;
- 375 g frisches oder gefrorenes Fleisch oder 200 g Dosenfleisch;
- 1.500 g Kartoffeln oder 125 bis 250 g Gemüse oder 60 g getrocknetes Gemüse oder 600 g Kartoffeln und getrocknetes Gemüse gemischt;
- 25 g Kaffee oder 3 g Tee;
- 20 g Zucker; 25 g Salz;
- 65 g Fett, 125 g Marmelade, Käse oder Streichwurst
- an Gewürzen wahlweise 25 g Zwiebeln, 0,4 g Pfeffer, 0,1 g Paprika, 2 g Kümmel, 0,1 g Nelkenblüte, 0,05 g Lorbeerblätter, 0,2 g Majoran oder 3 g gemahlener Zimt;
- 2 Zigarren und 2 Zigaretten, 1 oz. Pfeifentabak, oder 9/10 oz. Stopftabak, oder 1/5 oz. Schnupftabak

Nach Ermessen des kommandierenden Offiziers: ein Glas Branntwein (0,08 l), Wein (0,2 l) oder Bier (0,4 l).
Ab etwa Ende 1915 existierten diese Mengen allerdings nur noch in den Lehrbüchern.
Die Fleischration wurde während des Kriegs nach und nach reduziert und ein fleischfreier Tag wurde ab Juni 1916 eingeführt; am Ende dieses Jahres waren es 250 g Frischfleisch oder 150 g Dosenfleisch oder 200 g Frischfleisch für Unterstützungspersonal. Gleichzeitig lag die Zuckerration bei nur 17 g. Gegen Ende des Krieges wurde Fleisch zur Mangelware. Selbst das Brot wurde mit Holzspänen u. ä. versetzt, um es zu strecken.

### DeutscheEiserne Ration
Die Eiserne Ration bestand aus:
- 250 g Zwieback;
- 200 g Dosenfleisch oder 170 g Speck;
- 150 g Konservengemüse;
- 25 g (9/10 oz.) Kaffee;
- 25 g (9/10 oz.) Salz

Die Versorgung der Menschen wie auch der benötigten Pferde mit Trinkflüssigkeit war ein großes logistisches Problem. Rauch und Staub trockneten die Kehlen zusätzlich aus. Theoretisch standen einem Soldaten täglich zwei Liter Flüssigkeit zu, was in den vordersten Linien kaum umzusetzen war, da das Fassungsvermögen der Feldflaschen 0,8 l betrug. Streng verboten – wenngleich oft nicht befolgt – war es, offenes Wasser zu trinken, das auf den Schlachtfeldern durch Schlamm, Krankheitserreger und Leichengift verseucht war. Ausgleichsweise fing man Tau und Regenwasser auf.

## Sterben in den Gräben

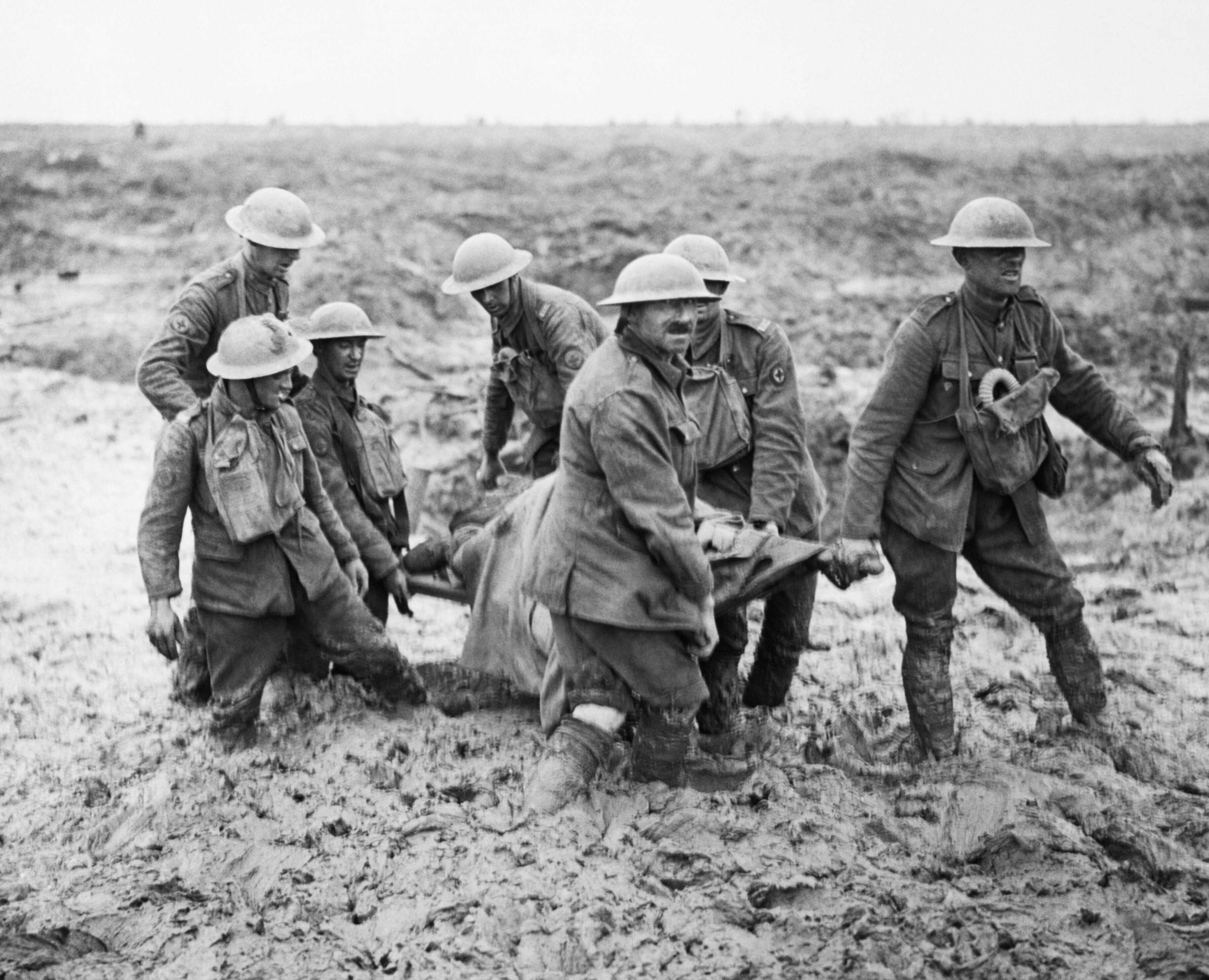
Sanitäter kämpfen sich durch den Schlamm bei Passchendaele, August 1917

Durch die Intensität der Kämpfe starben während des Krieges etwa 10 % der kämpfenden Soldaten. Zum Vergleich: während des Burenkrieges lag diese Zahl bei etwa 5 %, im Zweiten Weltkrieg bei 4,5 %. Bei den Briten lag diese Quote mit 12 % sogar noch höher. Für die Soldaten aller beteiligten Armeen lag die Wahrscheinlichkeit, während des Krieges verwundet zu werden, bei ca. 56 %. Allerdings muss berücksichtigt werden, dass für jeden Frontsoldaten etwa drei Soldaten hinter der Front beschäftigt waren (Artillerie, Sanitäter, Nachschub etc.). Daher war es sehr unwahrscheinlich für einen Frontsoldaten, den Krieg unverletzt zu überstehen. Viele Soldaten wurden sogar mehrfach verwundet. Insbesondere die häufige Verwendung von Splittergeschossen führte zu äußerst entstellenden Verletzungen. Besonders gefürchtet waren schwere Gesichtsverletzungen. Soldaten mit einer derartigen Verwundung waren in Deutschland als Kriegszermalmte und Menschen ohne Gesicht bekannt.
Die medizinische Versorgung zur Zeit des Ersten Weltkrieges war vergleichsweise primitiv. Lebensrettende Antibiotika gab es noch nicht, und so erwiesen sich auch relativ leichte Verletzungen durch Infektionen und Wundbrand schnell als tödlich. Aus Untersuchungen ist bekannt, dass Verletzungen durch kupferummantelte Geschosse weniger Tote durch Sepsis forderten als Verletzungen durch Geschosse, die nicht mit kupferhaltigen Metallen ummantelt waren. Die deutschen Mediziner stellten fest, dass 12 % aller Bein- und 23 % aller Armverwundungen für die Betroffenen tödlich endeten. Die Ärzte der US Army ermittelten statistisch, dass 44 % aller verletzten Amerikaner, die Wundbrand bekamen, starben. Die Hälfte aller Kopfverletzungen endete tödlich, und nur 1 % der Soldaten mit Bauchschüssen überlebten.
Dennoch sorgten Fortschritte in der Prophylaxe, wie z. B. Händedesinfizierung beim medizinischen Personal, für eine im Vergleich zu früheren Konflikten erheblich reduzierte Sterblichkeit. Techniken wie Sterilisierung von Operationsbesteck oder Verbandsmaterial, Impfungen, Lokalanästhesie oder Röntgenuntersuchungen zur besseren Lokalisierung von Geschossen verbesserten zusätzlich die Chance, eine Verwundung zu überleben.
Drei Viertel aller Verletzungen entstanden durch die Splitterwirkung der Artilleriegranaten. Die so entstandenen Verletzungen waren oftmals gefährlicher und schrecklicher als Schusswunden. Durch die Trümmer der Granaten, die in die Wunde drangen, waren Infektionen sehr viel häufiger. Dadurch starb ein Soldat mit einer dreimal höheren Wahrscheinlichkeit an einer Splitterverletzung im Brustraum als an einer Schusswunde. Ebenso konnte sich die Druckwelle der explodierenden Granate als tödlich erweisen. Zusätzlich zu den körperlichen Verletzungen kam es zu psychischen Störungen. Soldaten, die ein lange andauerndes Bombardement durchstehen mussten, erlitten häufig einen Granatenschock („shell shock“, dt. „Kriegszitterer“), ein posttraumatisches Stresssyndrom. Auch Verletzungen des Trommelfells waren häufig.
Wie in früheren Kriegen wurden zahlreiche Soldaten Opfer von Infektionskrankheiten. Die sanitären Verhältnisse in den Gräben waren insbesondere bezogen auf Exkremente katastrophal, die Soldaten erkrankten an Ruhr, Typhus und Cholera. Viele Soldaten litten unter Parasiten und damit verbundenen Infektionen. Die feuchten und kalten Gräben begünstigten auch den sogenannten Grabenfuß, da sich in ihnen sowohl Regenwasser als auch Grundwasser sammelte. Dem wurde durch das Verlegen von Bohlenwegen in den Gräben entgegengewirkt, durch die Einteilung von Soldaten in Paare und Verpflichtung zu gegenseitiger Inspektion und Pflege und durch verbesserte Kampfstiefel. Durch nicht geborgene Leichen und die mangelnde Hygiene auch durch Feldlatrinen kam es zu starker Vermehrung von Ratten und Mäusen die Leptospirose (Ratten- und Mäusefieber), aber auch Tollwut übertragen.

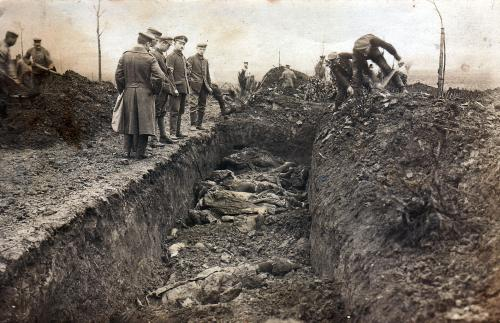
Bestattung von Gefallenen in einem Massengrab

Die Bestattung der Toten wurde oftmals als Luxus betrachtet, den sich keine Seite leisten wollte. Die Leichen verblieben im Niemandsland, bis die Fronten sich verschoben. Da eine Identifikation dann meist nicht mehr möglich war, wurden metallene Erkennungsmarken eingeführt, um Gefallene sicher identifizieren zu können. Auf einigen Schlachtfeldern, z. B. bei Gallipoli, konnten die Toten erst nach dem Krieg bestattet werden. Am ehemaligen Verlauf der Westfront werden heute noch, z. B. bei Bauarbeiten, Leichen gefunden.
Zu verschiedenen Zeiten während des Krieges, jedoch hauptsächlich zu seinem Beginn, wurden offizielle Waffenruhen vereinbart, um die Verwundeten zu versorgen und die Toten zu begraben. In der Regel wurde jedoch jegliches Lockern der Offensive aus humanitären Gründen durch die jeweiligen Heeresleitungen abgelehnt. Den Truppen wurde daher befohlen, die Arbeit der feindlichen Sanitäter zu unterbinden. Diese Befehle wurden jedoch von den Soldaten im Felde meist ignoriert. Daher wurden, sobald die Kämpfe nachließen, die Verwundeten von den Sanitätern geborgen und oftmals auch Verwundete ausgetauscht.
Häufiger und länger anhaltend waren Waffenruhen an ruhigen Frontabschnitten, an denen ohne Vereinbarungen, aber beiderseitig „signalisiert“ auf Kampfaktivitäten verzichtet wurde. Mit Leben und leben lassen prägten englische Kriegsteilnehmer den heute für diese informelle Waffenruhe üblichen Begriff. Viele autobiographische Veröffentlichungen von Frontsoldaten, die über längere Zeit am Krieg teilnahmen, erwähnen für „Leben und leben lassen“ typische Handlungen.

## Waffen im Grabenkampf

### Infanteriewaffen

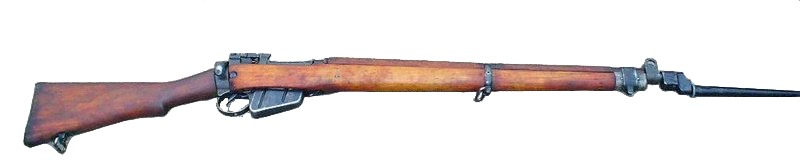
Ein späteres (WK.II) Lee-Enfield-Gewehr mit einem aufgesteckten Bajonett

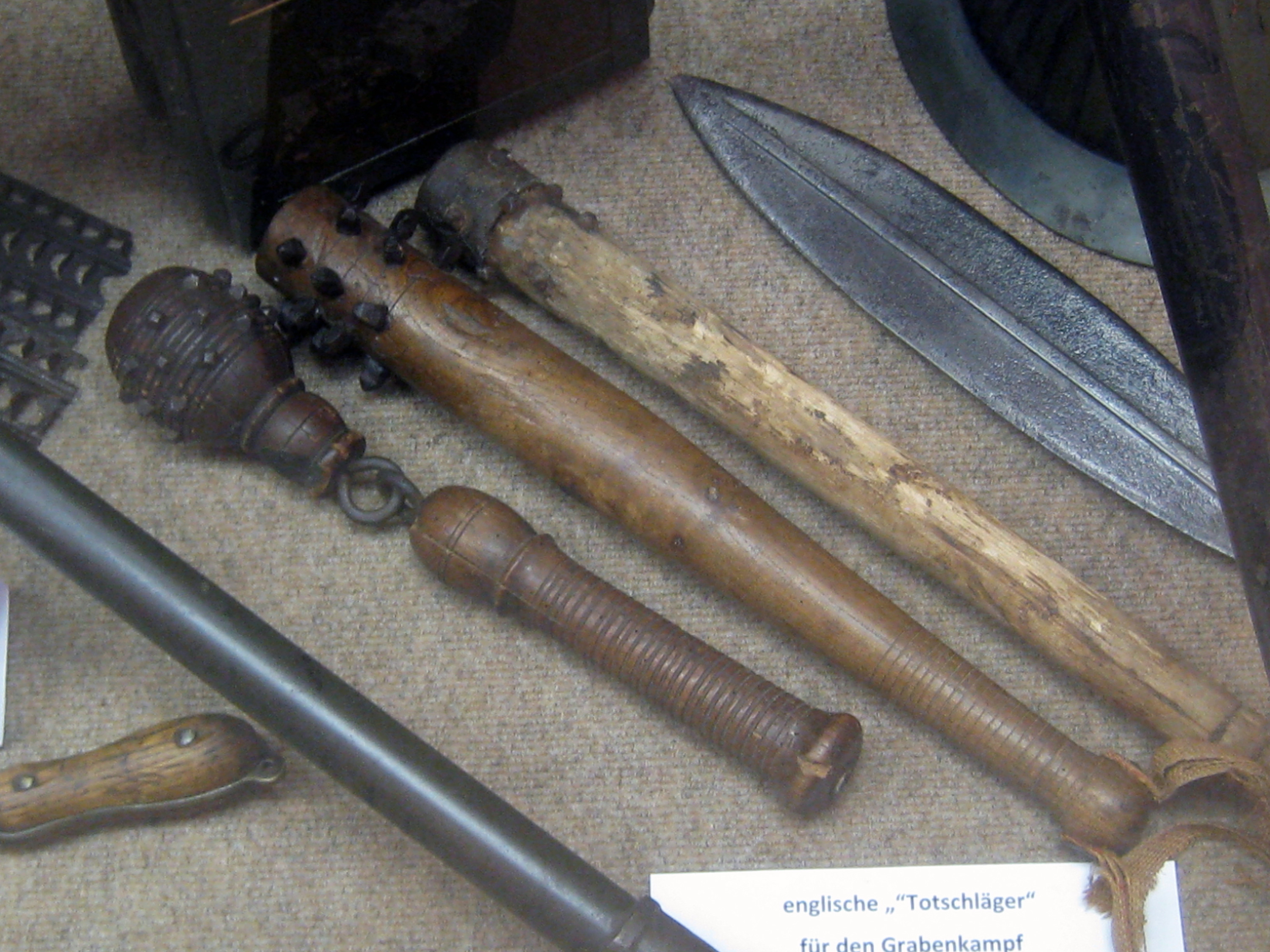
Britische Grabenkeulen im Museum der Festung Reuenthal

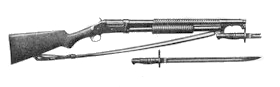
Winchester Model 1897 Trench Gun

Der typische Infanterist hatte drei Waffen zur Verfügung: Gewehr, Bajonett (Messer) und Handgranaten. Hinzu kamen noch verschiedene improvisierte, zweckentfremdete Gegenstände, wie zum Beispiel der Feldspaten oder mit Stacheldraht umwickelte Stöcke (Grabenkeulen) und ähnliches.
Das mit einem zehn Schuss fassenden Magazin ausgestattete britische Standardgewehr Lee Enfield war ein robustes, sehr präzises und zuverlässiges Gewehr, das für die Verhältnisse im Graben gut geeignet war. Da es sich nicht um ein Wechselmagazin handelte (man kann es zwar entnehmen, aber die britischen Soldaten hatten keine weiteren Magazine, sondern nur Laderahmen am Mann) und es mit zwei Fünf-Schuss-Laderahmen immer wieder neu aufmunitioniert werden musste, stellte es nur einen unerheblichen Vorteil im Feuerkampf dar. Es hatte eine theoretische Reichweite von etwa 1280 m, allerdings erreichte ein normaler Soldat eine ausreichende Genauigkeit nur auf etwa 180 m. Das Training der britischen Soldaten legte mehr Wert auf eine schnelle Schussfolge als auf das genaue Schießen. Zu Beginn des Krieges konnten die Briten die deutschen Truppen durch ein massives Gewehrfeuer zurückschlagen (z. B. bei Mons und in der Ersten Flandernschlacht), später war das Aufstellen einer dazu notwendigen Schützenlinie jedoch nicht mehr möglich.
Das deutsche Standardgewehr war das Gewehr 98 (G 98), das dem Lee Enfield in Zuverlässigkeit und Wartungsfreundlichkeit ebenbürtig war. Das nur fünf Schuss fassende Magazin hatte den Vorteil, besser gegen äußere Einwirkungen geschützt zu sein.
Das französische Mod. 1886/93 war wegen seines Röhrenmagazins, welches, nachdem es leergeschossen war, nur mit einzelnen Patronen nachgeladen werden konnte, technisch völlig überholt, genauso wie das 1907 Lebel Bertier mit Drei-Schuss-Magazin.
Das russische Mod. 1891 war präziser als das deutsche Gewehr 98, aber schwieriger zu repetieren. Es verfügte über ein Fünf-Schuss-Magazin, das mit Ladestreifen aufmunitioniert werden konnte.
Obwohl das Standardgewehr der US-Armee das Springfield M1903 war, wurde von den US-Soldaten in Europa hauptsächlich das M1917 bzw. P17 verwendet. Beide Waffen sind von hervorragender Qualität und Präzision. Die US-Armee setzte mit Erfolg auch die Vorderschaftrepetierflinte Winchester Model 1897 (bekannter als „trench-gun“) ein, die im Grabenkampf besonders wirksam war (trench broom – dt. „Grabenfeger“). Mit Brenneke-Geschossen (slugs) waren diese Waffen aber nur bis etwa auf eine Entfernung von 30 Metern ausreichend präzise. Die deutsche Heeresleitung protestierte gegen den Einsatz dieser Waffe und drohte am 14. September 1918 in einer diplomatischen Note dem US-Militär, jeden gefangengenommenen Soldaten, der sich im Besitz dieser Waffe oder ihrer Munition befand, erschießen zu lassen, da diese ihres Erachtens gegen die Haager Landkriegsordnung verstieße. Zu tatsächlichen Hinrichtungen kam es deswegen jedoch nicht.
Die britischen Soldaten waren zudem mit einem 43 cm langen Schwertbajonett (sword-bayonet) ausgestattet, welches aber zu lang und unhandlich war, um im engen Nahkampf im Graben effektiv eingesetzt zu werden. Das deutsche Bajonett S98/05 besaß das gleiche Manko. Allerdings war die Verwendung des Bajonetts im Handgemenge sicherer als ein Schuss, welcher unter Umständen einen eigenen Soldaten getroffen hätte. Laut britischen Aufzeichnungen wurden nur 0,3 % aller Verletzungen durch Bajonette verursacht. Besonders zu Anfang des Krieges unternahmen viele ältere Offiziere Bajonettangriffe, bei denen die Soldaten in enger Schützenlinie mit aufgepflanztem Bajonett auf die gegnerischen Stellungen zuliefen. Diese Angriffe führten zu hohen Verlusten und waren wenig effektiv, spiegelten aber den veralteten Ausbildungsstand der Offiziere in den ersten Kriegsmonaten wider.
Viele Soldaten zogen den kurzstieligen Feldspaten oder einen Grabendolch dem Bajonett vor. Eine Seite des Spatens wurde dafür scharf geschliffen. Der Spaten war kürzer und handlicher und daher in der Enge der Gräben besser für den Nahkampf geeignet. Bei Gefangennahme drohten Soldaten, die mit einem Bajonett mit Sägerücken aufgegriffen wurden, sofortige Tötung oder schwerste Misshandlungen (beschrieben u. a. von Erich Maria Remarque und Ernst Jünger).
Die Handgranate wurde zur primären Infanteriewaffe des Stellungskrieges. Auf beiden Seiten wurden zuerst für den Handgranatenwurf spezialisierte Männer pro Einheit ausgebildet. Später wurden diese Waffen von jedem Frontsoldaten ohne weitere Ausbildung eingesetzt, da es unpraktikabel war, sich bei größeren Einheiten auf einige wenige „Granatwerfer“ zu verlassen. Die Granate ermöglichte es den Soldaten, den Feind zu bekämpfen, ohne sich selbst dem Feuer auszusetzen, und sie erforderte nicht die Präzision eines Schusses. Die Deutschen und Türken waren zu Beginn des Krieges ausreichend mit Handgranaten ausgerüstet, die Briten jedoch nutzen seit ca. 1870 keine Granaten mehr und hatten zu Beginn des Krieges keine zur Verfügung. Die britischen Soldaten behalfen sich jedoch, indem sie improvisierte Granaten verwendeten. Zum Ende des Jahres 1915 wurde in der britischen Armee die Mills-Granate eingeführt, eine Sprengsplittergranate; im Laufe des Krieges wurden 75 Mio. Handgranaten dieses Typs benutzt. Die deutschen Armeen hingegen setzten die Spreng-Stielhandgranate 15 ein, die durch die geringe Splitterwirkung besser für den Angriff geeignet war. Der Einsatz von Handgranaten war um einiges ungefährlicher als das Schießen mit dem Gewehr und wurde deshalb bevorzugt. 1916 sah sich die deutsche Armeeführung gezwungen durch eine Dienstanweisung dafür zu sorgen, dass die Soldaten wieder verstärkt ihr Gewehr benutzten.
Speziell für nächtliche Überfälle wurden auch wieder Morgenstern, Streitkolben und ähnliche Hiebwaffen verwandt. Diese Waffen waren im Mittelalter weit verbreitet, mit dem Aufkommen der Feuerwaffen aber praktisch bedeutungslos geworden. Im Grabenkrieg kamen sie wieder in Gebrauch, weil sie wirkungsvoll und lautlos waren.

### Maschinengewehre

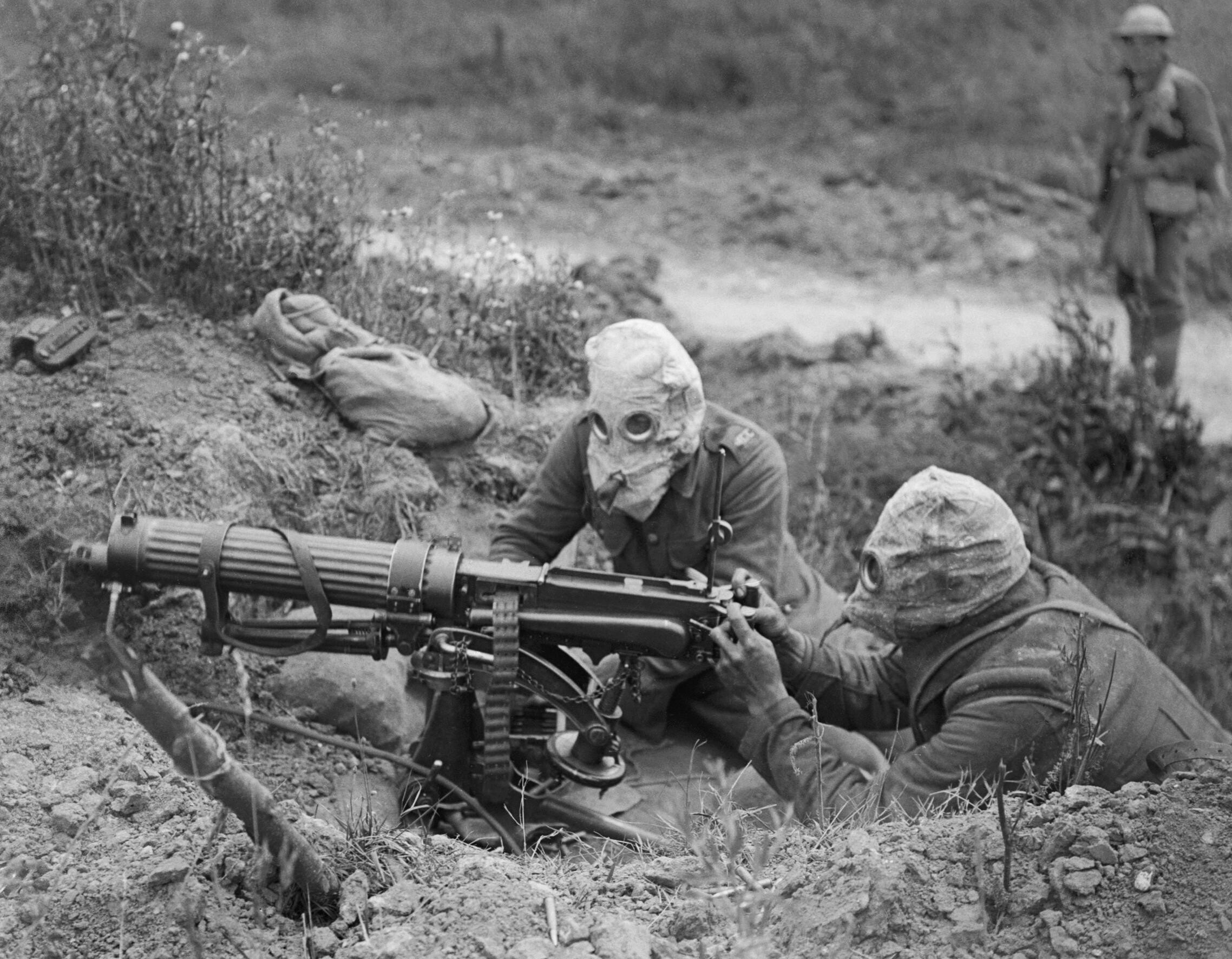
Britisches Vickers-Maschinengewehr

Das Maschinengewehr ist wahrscheinlich die Waffe, die das Bild vom Ersten Weltkrieg am meisten geprägt hat. Die Deutschen nutzten das Maschinengewehr von Beginn an. Bereits 1904 wurde jedes Regiment mit dem Maschinengewehr ausgestattet. Die jeweiligen Bedienungen waren gut ausgebildete Spezialisten, die mit Feldlafetten auch indirektes Richten beherrschten und damit auf große Entfernungen Unterstützungsfeuer leisten konnten. Nach 1915 wurde das MG 08/15 bekannt. In Gallipoli und Palästina stellten die Türken die Infanterieeinheiten, die Maschinengewehre waren jedoch mit Deutschen besetzt. Da die Repetiergewehre wegen ihrer geringen Schusskadenz und die Maschinengewehre zum Stürmen der Gräben wegen ihres Gewichts nicht geeignet waren, entwickelte die deutsche Firma Bergmann die Maschinenpistole MP 18, die gegen Ende des Krieges in großer Zahl eingesetzt wurde.
Das britische Oberkommando war vom Maschinengewehr zu Beginn nicht überzeugt. Angeblich lehnten die britischen Offiziere es als „unsportlich“ ab. Ab 1917 jedoch war auch jede britische Kompanie mit vier Lewis Guns ausgestattet, was ihre Feuerkraft deutlich verbesserte. Ende 1915 wurde von den Briten das Machine Gun Corps aufgestellt und in der Folge auf Divisions- und Korpsebene Maschinengewehrkompanien zum Einsatz gebracht, die mit dem schweren Vickers-Maschinengewehr ausgerüstet waren.
Schwere (lafettierte) Maschinengewehre wurden so in Stellung gebracht, dass sie mit überschneidenden Feuerbereichen die gegnerischen Gräben sofort unter Feuer nehmen oder künstliche Lücken in den eigenen Hindernissen abriegeln konnten. Infanterieangriffe brachen dann meist sofort zusammen. Aus diesem Grund entwickelten beide Seiten die Stoßtrupptaktik und entwickelten artilleristische Taktiken, um diese MG-Nester gezielt auszuschalten. Letzteres war eine der Ursachen für den anfänglich durchschlagenden Erfolg der russischen Brussilow-Offensive von 1916.

### Infanterie-Mörser

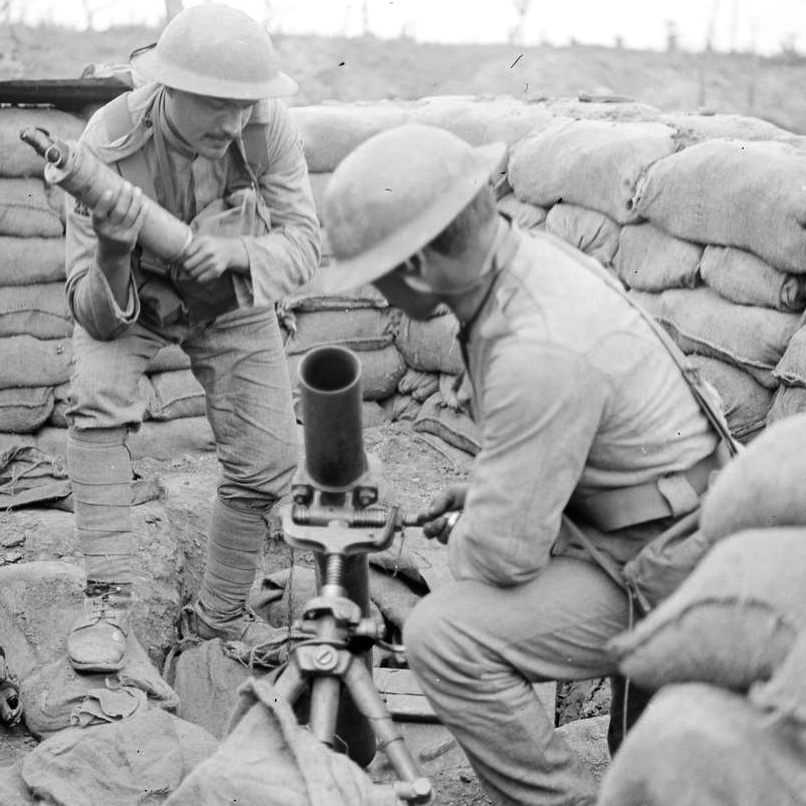
Stokes-Mörser

Infanterie-Mörser (früher Minenwerfer genannt) verschießen Geschosse im Steilfeuer über eine relativ kurze Distanz. Sie waren im Stellungskrieg weit verbreitet und wurden dazu benutzt, die vorderen Feindgräben zu beschießen oder Hindernisse zu zerstören. 1914 verschossen die Briten 545 Minengeschosse, 1916 bereits 6,5 Millionen.
Die Briten setzten ab 1915 in erster Linie den Stokes-Mörser ein, den Vorgänger moderner Mörser. Dieser leichte Mörser war einfach zu nutzen und hatte eine hohe Feuergeschwindigkeit. Diese wurde dadurch erreicht, dass die Treibladung fest mit der Granate verbunden war; das Geschoss wurde einfach in das Rohr fallen gelassen und zündete, sobald es den am Rohrende befindlichen Zünddorn erreichte.
Die Deutschen setzten eine Reihe verschiedener Mörser ein. Die großen Ladungswerfer (schwerer Minenwerfer 25 cm) verschossen einen sogenannten Lufttorpedo mit einer 90-kg-Sprengladung über 900 m weit. Der Flug dieser Geschosse war jedoch recht langsam, daher konnten die Soldaten rechtzeitig versuchen, in Deckung zu gehen. Weitaus häufiger anzutreffen waren jedoch der leichte Minenwerfer 7,58 cm und der mittlere Minenwerfer 17 cm.

### Artillerie

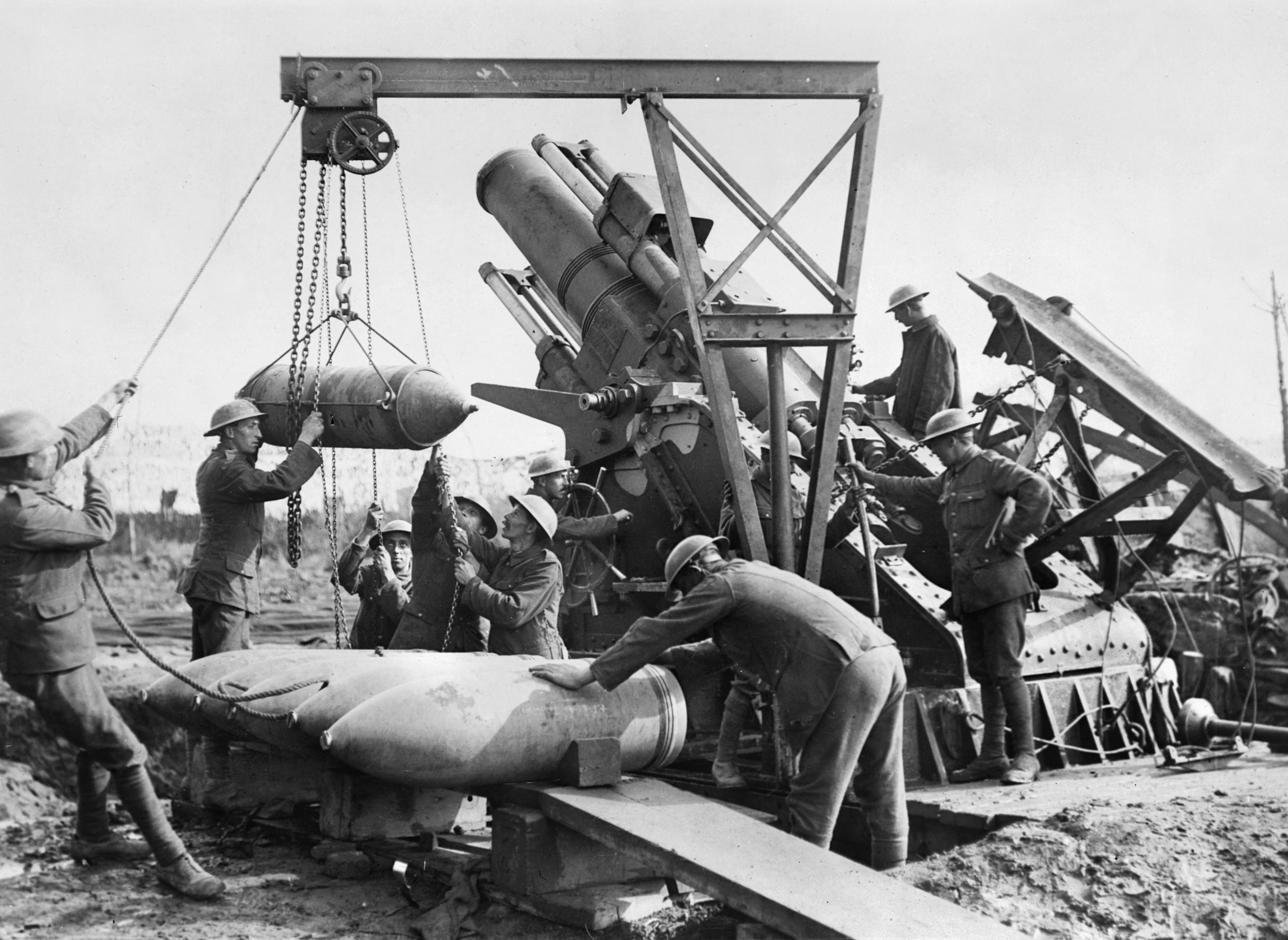
Eine britische 15-Zoll-Haubitze (38,1 cm) wird geladen

Artillerie dominierte das Schlachtfeld des Stellungskrieges in ähnlicher Art und Weise wie heute die Luftunterstützung. Ein Infanterieangriff, der über die Reichweite der eigenen Artillerie hinausging, war nur selten erfolgreich. Zusätzlich zum Angriff auf die gegnerischen Gräben lieferten sich die Artilleriebatterien untereinander Gefechte, um jeweils die feindlichen Artilleriegeschütze auszuschalten oder zumindest ihre Tätigkeit zu erschweren. Dabei wurden Angriffe und Offensiven oft durch einen massiven Artillerieangriff vorbereitet. Dies erwies sich aber in der Regel als weniger effektiv, da man so den Gegner vor einem möglichen Angriff warnte und die Gräben relativ guten Schutz für die Soldaten boten. Die von den Deutschen entwickelte Stoßtrupp-Taktik verzichtete deswegen auf eine lange Artillerievorbereitung, sondern führte nur einen kurzen Feuerschlag auf den engen Angriffsraum durch.
Die deutschen Truppen hatten an der Westfront häufig den Vorteil eines Höhengeländes, das sie nutzten, um durch Positionierung ihrer Batterien auf der abgewandten Seite diese der direkten feindlichen Beobachtung zu entziehen. Im Verlauf des Krieges wurde dieser Vorteil durch neue Ortungsverfahren wie Schall- und Lichtmessung, die vor allem auf britischer Seite perfektioniert wurden, wettgemacht. Hinzu kam die Tatsache, dass mit der Verfügbarkeit von Aufklärungsflugzeugen und Beobachtungsballons, von denen letztere auch mit Telefonverbindungen ausgestattet wurden, eine Tarnung meist nur kurze Zeit Bestand hatte. Daher wurden häufige Stellungswechsel durchgeführt.
Die Artillerie feuerte in erster Linie Schrapnell-, Spreng- oder (später im Krieg) Gasgranaten ab. Die Briten experimentierten mit brandstiftenden Phosphor- und Thermitgranaten, um Bäume und Ruinen in Brand zu setzen. Ferner wurden Leuchtgranaten benutzt, um das Schlachtfeld auszuleuchten oder Signale zu geben.
Der deutsche 42-cm-Mörser „Dicke Bertha“ konnte eine Granate mit einem Gewicht von bis zu einer Tonne über 10 km verschießen.
Eine wichtige Neuerung der modernen Artillerie war die hydraulische Rückstoßdämpfung, durch die es nicht mehr notwendig war, das Geschütz nach jedem Schuss neu auszurichten. Bei Kriegsbeginn waren praktisch alle beteiligten Streitkräfte mit solchen Schnellfeuergeschützen ausgerüstet.
Im Ersten Weltkrieg verschoss die Artillerie aller Kriegsparteien zusammen etwa 850 Millionen Granaten.

### Gas

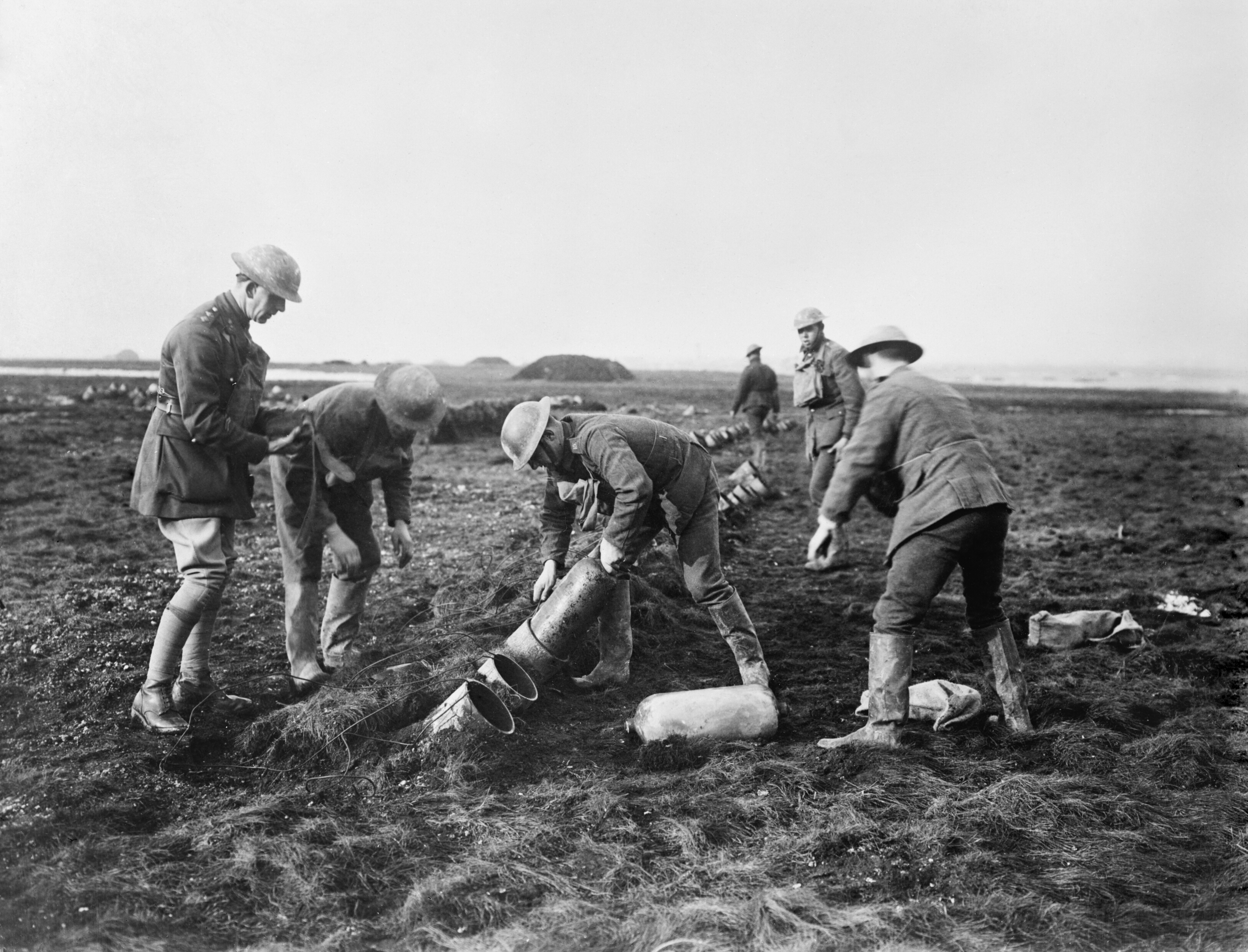
Eine Batterie von britischen Gas-Minenwerfern (Livens gas projector) wird geladen

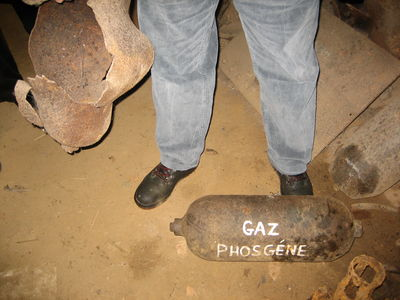
Blindgänger 2007

Tränengas wurde erstmals im August 1914 eingesetzt. Es war jedoch nicht sonderlich erfolgreich, da der Gegner allenfalls kurzzeitig außer Gefecht gesetzt wurde. Außerdem war die Munition für den Einsatz in geschlossenen Räumen entwickelt worden, unter freiem Himmel verflüchtigte sich der Stoff zu schnell. Auch Versuche mit Bromessigsäureethylester oder Dianisidinchlorsulfonat brachten keinen Erfolg.
Die Versuche mit Tränengas ebneten jedoch den Weg für den Einsatz tödlich wirkender chemischer Kampfstoffe. Am 22. April 1915, zu Beginn der Zweiten Flandernschlacht, wurde bei Ypern erstmals Chlorgas eingesetzt, das aus Gasflaschen abgeblasen wurde. Eine genügend große Dosis wirkte tödlich, jedoch war das Gas leicht am Geruch und am Anblick der dichten, meist gelblich-grün gefärbten Gaswolke zu erkennen. Das Gas führte zu schweren dauerhaften Lungenschäden. Phosgen, erstmals verwendet im Dezember 1915, hatte eine sehr viel tödlichere Wirkung und war auch nicht so leicht zu entdecken wie das Chlorgas. 1916 wurde es zu Diphosgen weiterentwickelt, welches u. a. gegenüber Wasser weniger anfällig war.

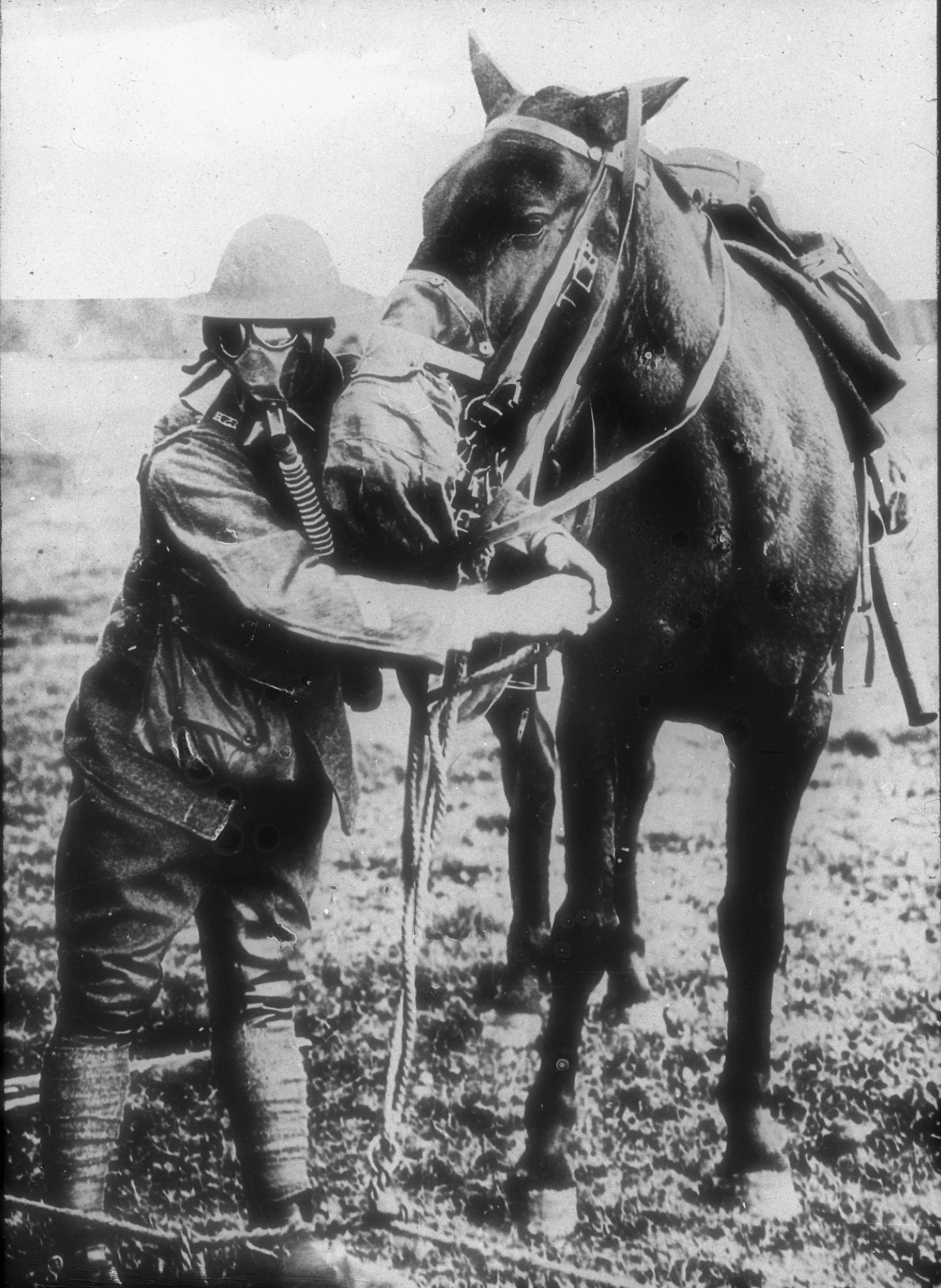
AEF-Soldat und Pferd mit Gasmaske

Um diese Kampfstoffe zum Feind zu bringen, wurde von den deutschen Gas-Pionieren zunächst das Haber’sche Blasverfahren verwendet, mit dem das Chlorgas (schwerer als Luft und daher in Bodennähe konzentriert) aus Behältern bei entsprechender Windrichtung gegen die französischen Schützengräben abgelassen wurde. Dies war jedoch sehr risikoreich, da bei sich ändernder Windrichtung das Gas in die eigenen Reihen geweht wurde. Später wurden die Kampfstoffe per Minenwerfer oder Artilleriegranaten verschossen.
Der effektivste chemische Kampfstoff war jedoch das Senfgas, welches erstmals im Juli 1917 im Zuge der Artillerieduelle vor der Dritten Flandernschlacht bei Ypern von der deutschen Seite eingesetzt wurde. Es wurde daher auch als „Yperit“ bezeichnet. Der Name „Senfgas“ stammt vom typischen Geruch der nicht hochgereinigten Substanz nach Senf oder Knoblauch. In reiner Form erscheint es bei Raumtemperatur als farb- und geruchlose Flüssigkeit; die Bezeichnung als Gas trifft also nicht im strengen Sinne zu. Vermutlich wurde „Giftgas“ nach dem Ersteinsatz von Chlorgas zunächst unterschiedslos für alle anderen Kampfstoffe übernommen. Senfgas wurde nicht im Blasverfahren eingesetzt, sondern im Ersten Weltkrieg ausschließlich per Minenwerfer oder Artilleriegranate verschossen. Es war nicht so tödlich wie Phosgen, jedoch blieb es auf Oberflächen bestehen und führte so zu einer lange andauernden Wirkung. Außerdem wirkte das Gas auch auf die Haut, was den Schutz vor dem Gas erschwerte.
Die genaue Anzahl der im Ersten Weltkrieg durch chemische Kampfstoffe Vergifteten und Toten ist nur schwer festzustellen, zumal ein Großteil der Soldaten erst nach dem Krieg an den Spätfolgen verstarb: Schätzungen gehen von etwa 1,2 Millionen Verwundeten und 100.000 Toten aus. Dabei wurde der Vorteil von Kampfgasen auch weniger in der Tötung als in der Verwundung der Feinde gesehen. Ein verwundeter Soldat bindet mehr Kräfte (Ärzte, Sanitäter) als ein getöteter Soldat.
Im späteren Kriegsverlauf wurde es durch besseres Training der Soldaten und durch immer bessere Gasmasken zunehmend unmöglich alleine durch Gas einen Durchbruch zu erzielen. Tatsächlich stellte sich ziemlich schnell heraus, dass Giftgas recht „ineffektiv“ war. Nur die allerersten Giftgasangriffe konnten, vor allem aufgrund des Überraschungseffekts, tatsächlich Geländegewinne erzeugen.
Auf deutscher Seite wurden die verschiedenen Kampfstoffarten mit Namen wie Blaukreuz (Nasen- und Rachenkampfstoffe), Grünkreuz (Lungenkampfstoffe), Weißkreuz (Augenkampfstoffe) und Gelbkreuz (Hautkampfstoffe) bezeichnet, nach der Farbkennzeichnung der Behälter bzw. Granaten. Gegen Kriegsende ging man zum sogenannten Buntschießen über. Es sollte durch den abgestuften Einsatz unterschiedlicher Kampfstoffe die Wirkung maximiert werden. So wurden zuerst sogenannte Maskenbrecher eingesetzt, um die Soldaten der Gegenseite zum Abnehmen ihrer Gasmasken zu veranlassen, danach Lungenkampfstoffe, die nun ungehindert wirken konnten usw.

### Minen (Sprengladungen)

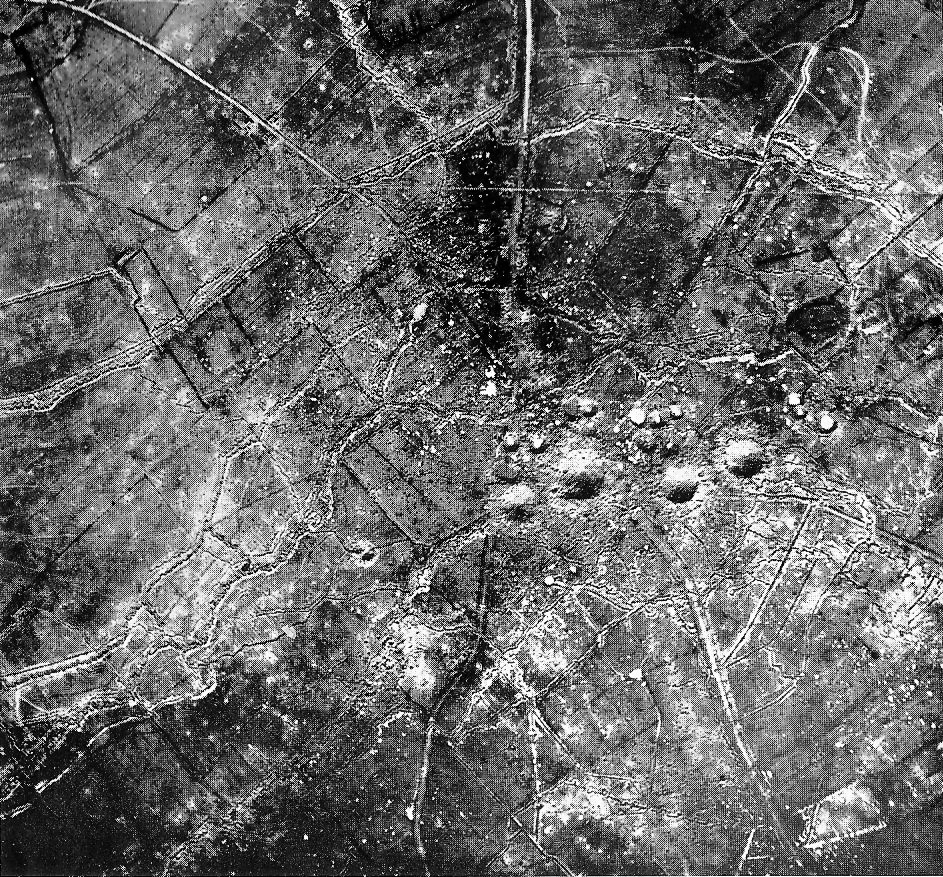
Die „St.-Eloi-Stellung“ nach vier Minensprengungen unterhalb des vordersten Grabens am 27. März 1916

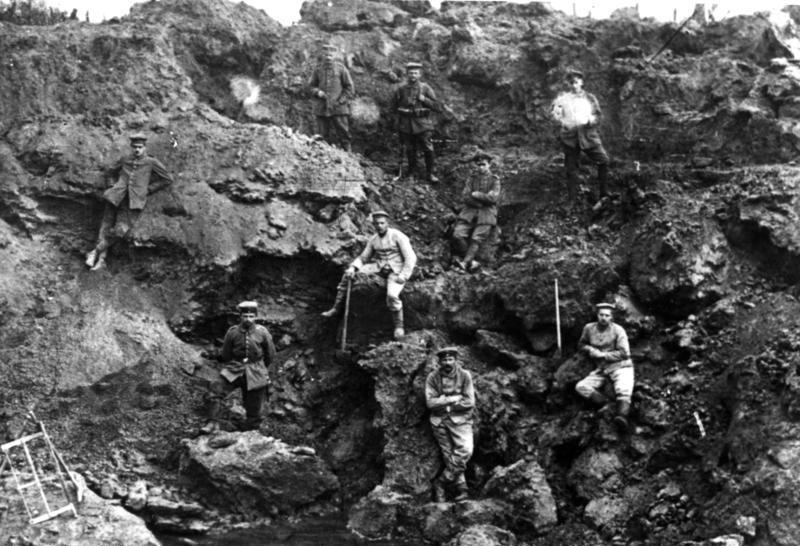
Deutsche Soldaten in einem Sprengtrichter bei Fromelles, Mai 1915

Minen wurden in eigens hierfür gegrabenen Stollen unter den gegnerischen Stellungen zur Explosion gebracht. Der trockene Boden an der Somme eignete sich besonders hierfür, jedoch wurden mit Hilfe von Pumpen auch Stollen in den feuchten Boden Flanderns gegraben. Spezielle Tunneleinheiten, oftmals bestehend aus ehemaligen Minenarbeitern, gruben die Tunnel bis unter die gegnerischen Gräben und Befestigungen. Diese Stollen wurden dann mit großen Mengen von hochbrisantem Sprengstoff wie Ammonal gefüllt und zu einem festgelegten Zeitpunkt ferngezündet, der oft mit dem Angriffsbeginn einer Offensive zusammenfiel. Die so entstehenden großen Krater erfüllten zwei Zwecke, zum einen rissen sie Löcher in die feindlichen Verteidigungslinien und begruben zahlreiche Verteidiger unter Erdmassen, zum anderen dienten sie als „Grundlage“ für neue Gräben. Sobald eine Mine gezündet wurde, versuchten beide Seiten den Krater einzunehmen und zu befestigen.
Bemerkten die grabenden Pioniere, dass der Gegner dasselbe vorhatte, versuchte man ihn mit unterirdischen Sprengungen einzuschließen oder zu töten.
Die Briten zündeten eine Reihe von Minen am 1. Juli 1916, dem ersten Tag der Sommeschlacht. Die größten Minen wurden nahe La Boisselle gesprengt. Beide enthielten 24 t Sprengstoff und warfen die Erde 350 m in die Höhe. Der Lochnagar-Krater nahe La Boisselle ist heute noch erhalten.
Um 3:10 Uhr am 7. Juni 1917 wurden zum Auftakt der Schlacht von Messines 19 britische Minen gezündet, eine der erfolgreichsten Anwendungen dieser Kampfart. Die Minen enthielten im Schnitt 21 t Sprengstoff, die größte, unter St. Eloi, 42 t. Die Explosion war angeblich noch in England zu spüren. Der Stabschef der britischen 2. Armee, General Sir Charles Harington, schrieb am Vorabend der Schlacht:

„Ich weiß nicht, ob wir morgen die Geschichte ändern werden, aber auf jeden Fall werden wir die Landschaft ändern.“

Die Krater dieser und vieler anderer Explosionen sind heute immer noch sichtbar. Bei Messines wurden mindestens 24 Minen vergraben, von denen jedoch nicht alle zündeten. Eine wurde von den Deutschen entdeckt und entschärft, eine weitere explodierte 1955 in einem Gewitter. Mindestens drei werden noch unter der Erde vermutet, eine davon direkt unter einem Bauernhof.
Bei den Kämpfen zwischen Italien und Österreich-Ungarn ab 1915 in den Alpen wurden ebenfalls massiv Minen eingesetzt, da die Stellungen in den Bergen nicht zu erobern waren. Dabei wurden ganze Berggipfel weggesprengt. Auf beiden Seiten wurden Truppen eingesetzt, die in den Stellungen horchen sollten, ob der Feind den Berg untertunnelt. Auch wurden Sprengungen benutzt, um Lawinen auszulösen. Die bekannteste Minensprengung in den Alpen fand am Col di Lana statt.

### Stahlhelme

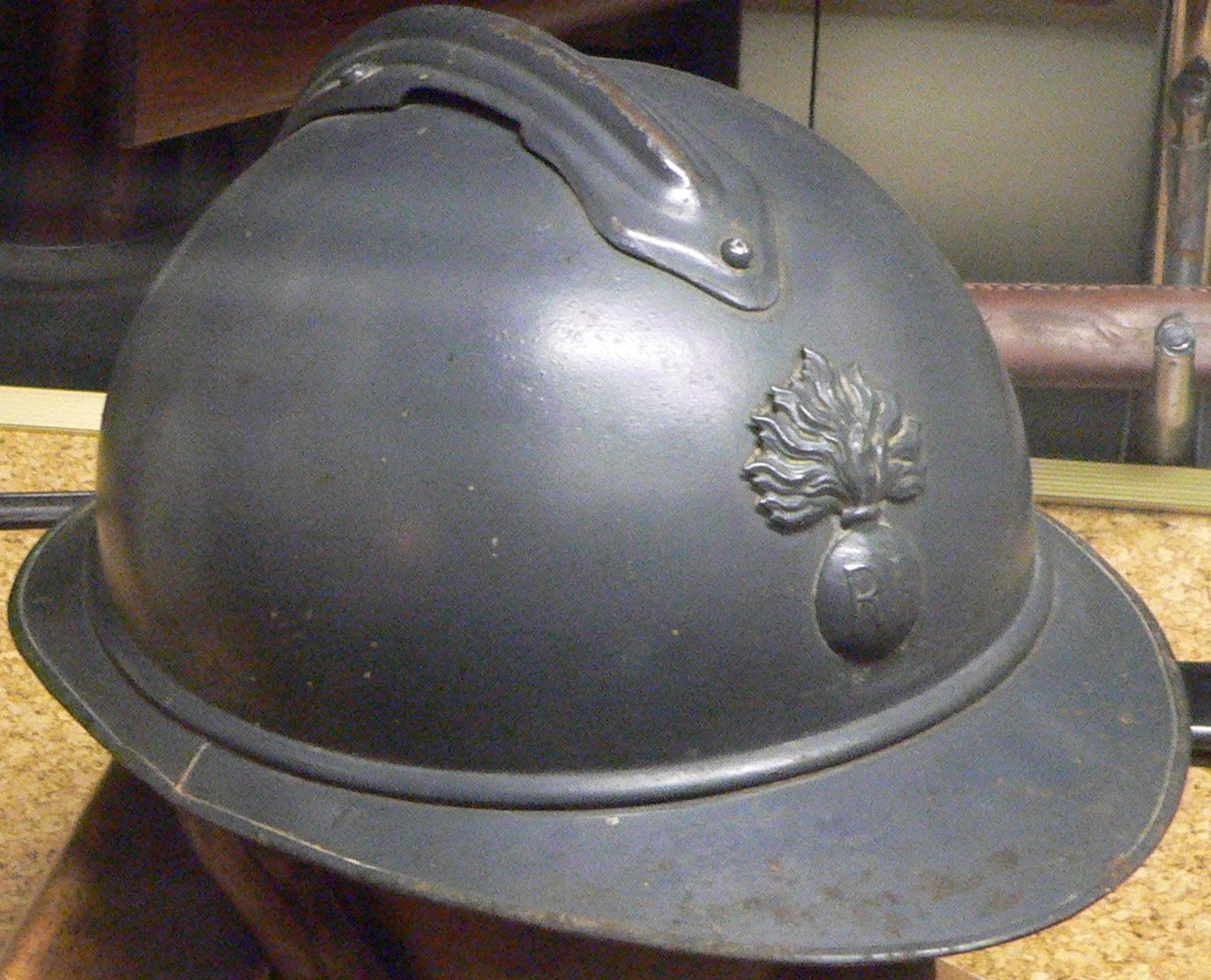
Französischer Adrian-Stahlhelm

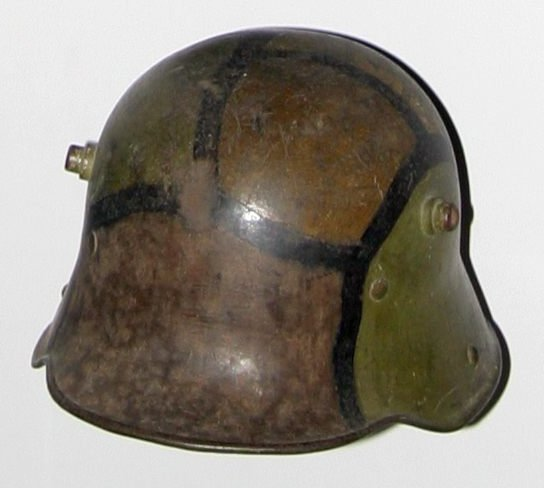
Deutscher Stahlhelm M1916 mit Tarnanstrich

Während des ersten Kriegsjahres war keine der beteiligten Truppen mit Stahlhelmen ausgestattet. Die Soldaten trugen meist normale Stoff- oder Lederkappen, die gegen Geschosse und Granatsplitter keinerlei Schutzwirkung hatten. Auf deutscher Seite fand die lederne Pickelhaube Verwendung, die seit 1842 gebräuchlich war, eher einen repräsentativen Zweck erfüllte und maximal gegen Säbelhiebe schützte (daher der „Pickel“). Als der Krieg in den Stellungskrieg überging, stieg die Anzahl der tödlichen Kopfverletzungen durch Granat- und Gesteinssplitter dramatisch an.
Die Franzosen waren die ersten, die ihre Soldaten im Sommer 1915 mit einem Stahlhelm ausstatteten. Der „Adrian“ (entworfen von General Louis-Auguste Adrian) ersetzte das traditionelle „Képi“. Vor und während der Einführung der französischen Stahlhelme wurde als Zwischenlösung eine unter dem Kepi getragenen Halbschale aus Stahl verwendet, um wenigstens Splitter in ihrer Wirkung zu mildern. Später wurde dieses Modell von den Belgiern, Russen und Italienern übernommen.
Im Sommer 1915 entwickelte der britische Ingenieur John Brodie den Mk-I-Helm „Brodie“. Der Helm verfügte über eine breite Krempe, um den Träger vor herabfallenden Trümmern zu schützen, bot aber wenig Schutz im Nackenbereich. Der Brodie-Helm wurde in leicht modifizierter Form auch von den US-Truppen benutzt.
Die deutsche Pickelhaube wurde 1916 durch den charakteristischen Stahlhelm Modell 1916 (M1916) ersetzt, der 1917 und 1918 noch leicht modifiziert wurde. So wurde eine Halterung zum Anbringen einer Zusatzpanzerung im Stirnbereich hinzugefügt, die besser gegen Kopfschüsse schützen sollte. Zuvor war bereits 1915 durch die Armeeabteilung Gaede in den Vogesen ein selbst beschaffter Stahlhelm mit Lederhaube benutzt worden.

### Stacheldraht

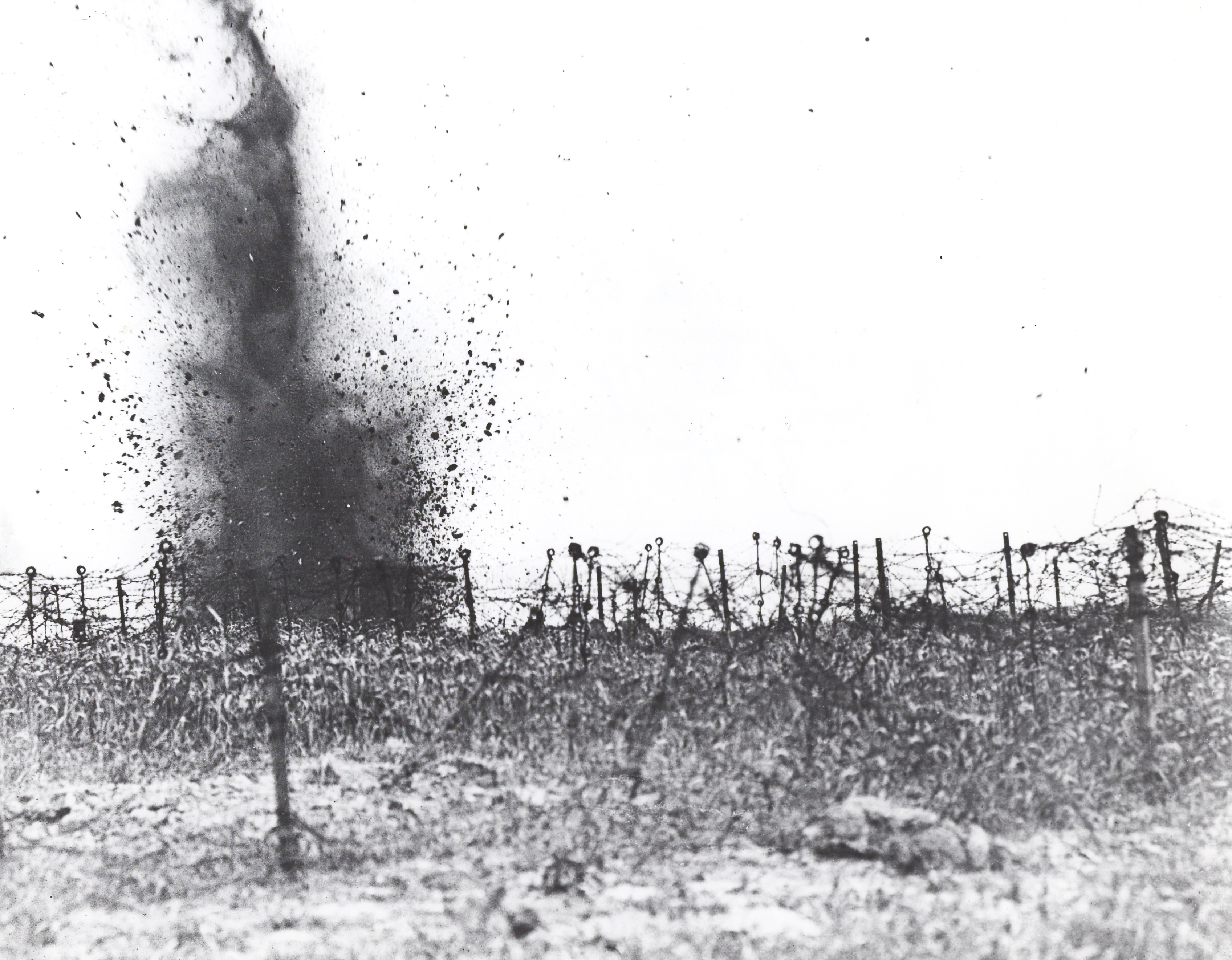
Die bis zu 50 Meter tiefen Drahtverhaue konnten meist nur durch ausgiebigen Artilleriebeschuss zerstört werden

Stacheldraht und andere Barrieren, wie der Spanische Reiter oder der „Flandernzaun“, wurden eingesetzt, um den Vormarsch feindlicher Truppen zu verlangsamen. So musste der Angreifer erst den Drahtverhau vor den feindlichen Gräben mühselig entfernen, in der Zeit konnte er gut unter Beschuss genommen werden. Teilweise wurden Lücken gelassen, indem der Verteidiger den Stacheldraht an einer Stelle öffnete oder beschädigte, um einer feindlichen Patrouille so vermeintlich einen leichten Weg in das Hindernissystem zu bieten. In Wirklichkeit war die Stelle jedoch durch ein oder mehrere MGs gesichert, so dass anrückende gegnerische Soldaten leicht unter Beschuss genommen werden konnten. Stacheldraht erwies sich neben dem Maschinengewehr als die effektivste „Waffe“ um feindliche Soldaten aufzuhalten. Drahtsperren wurden meist bei Nacht angelegt, um so vor der Beobachtung sicher zu sein und feindlichen Beschuss mit Artillerie zu vermeiden. Die oft tagelangen Artilleriebombardments feindlicher Stellungen vor Offensiven waren nicht zuletzt darauf angelegt, die Stacheldrahtverhaue vor den feindlichen Gräben unschädlich zu machen. Dieses Ziel konnte mit Artillerie jedoch nur ungenügend erreicht werden. Es kostete Tage und tausende Tonnen Munition, einen schmalen Bereich mithilfe von Granaten von Stacheldraht zu säubern. Diese Zeit konnte jedoch vom Feind genutzt werden, um sich anderweitig vorzubereiten und war nicht zuletzt auch ökonomisch sehr ineffektiv.
Befestigt wurde der Draht an einfachen Holzpfosten, Metallstangen (zum Teil einbetonierten v. a. im Bereich von Festungen) und runden Metallstangen mit zwei bis sechs durch Biegen um 360° zur Längsachse erzeugte Ösen (d=50 mm) zum Einziehen des Drahtes. Diese auch „Schweineschwänzchen“ oder „Queue de Cochon“ genannten Stäbe waren ca. 1,5 bis zwei Meter lang und an einem Ende mit einem Gewinde versehen, so dass sie lautlos in die Erde eingedreht werden konnten und verdächtige Klopfgeräusche beim Einschlagen vermieden wurden. Der Draht musste danach nur noch eingelegt werden und nicht wie bei Holzpfosten festgenagelt oder bei „normalen“ Metallstangen befestigt werden. Das Anlegen oder Beseitigen von Drahthindernissen im Vorfeld gehörte zu den gefährlichsten Aufgaben an der Front, da man dafür den geschützten Graben verlassen musste. Aus Materialknappheit entwickelten die Deutschen einen Stacheldraht, der aus Blech gestanzt war und ein Vorläufer des heutigen NATO-Drahtes war.

### Trittfallen

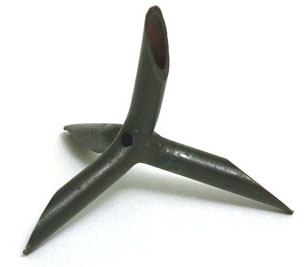
Amerikanischer Krähenfuß

Im Grabenkampf als auch im Festungs- und Häuserkampf wurden eine Vielzahl von einfachen, den Angreifer nur mäßig schwer verletzenden Gegenständen benutzt. Hierzu zählten Trittfallen wie die Krähenfüße, etwa faustgroße Gebilde aus zwei bzw. vier ca. 0,5 bis 1 cm starken runden Metallstäben, die kreuzförmig in der Mitte verbunden und abgewinkelt waren. Die vier Enden wurden spitz zugeschliffen. Im weiteren Kriegsverlauf wurden diese auch aus zwei ca. 30 cm langen in der Mitte verschweißten und um 90° aufgebogenen Flachstäben hergestellt, die ebenfalls angeschliffen waren. Oftmals wurden diese von Flugzeugen abgeworfen.
Eine Variante ist eine flache Kette, deren Glieder mit einem oder mehreren Dornen bestückt waren. Ähnliche Modelle werden auch heute noch von Sicherheitskräften für Straßensperren (Nagelsperre) eingesetzt. Im Kriegsverlauf wurden verschiedenste ähnliche Gegenstände eingesetzt, so auch teilweise in Fallgruben eingegrabene Dornenstachel aus Stahl oder auch schlanke Holzpfähle oder -spieße. Viele dieser Trittfallen konnten behelfsweise im Feld hergestellt werden. Die Verwundungen waren zwar nicht direkt tödlich, entzündeten sich unter den gegebenen Umständen aber sehr häufig. Der Betroffene war außer Gefecht gesetzt, im Falle von Amputationen in der Folge von Infekten gänzlich.

### Flammenwerfer

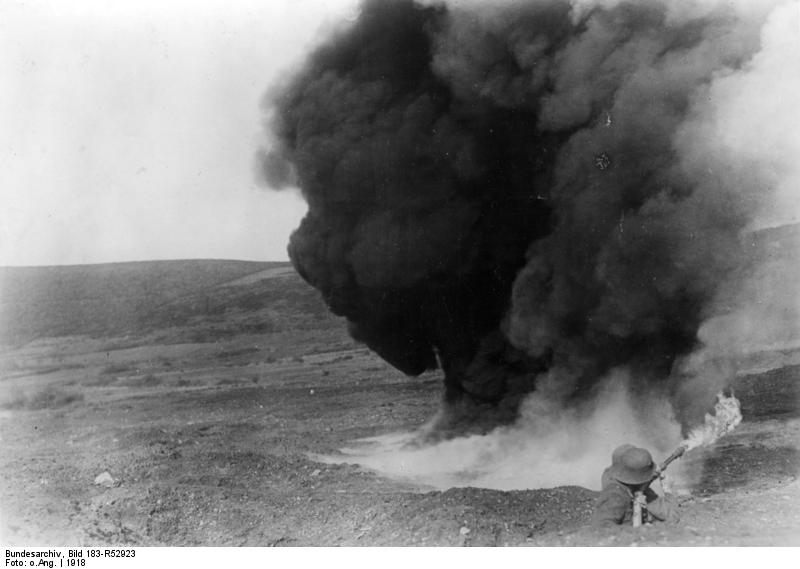
Deutscher Flammenwerfereinsatz, um 1918

Die deutschen Streitkräfte führten den Flammenwerfer 1911 bei der Truppe ein und es wurde ein neues Sonderregiment mit zwölf Kompanien aufgestellt. Wesentlich beteiligt an der Entwicklung im Ersten Weltkrieg war der Major der Landwehr-Pioniere und Feuerwehrmann (Branddirektor in Posen und Leipzig) Bernhard Reddemann (1870–1938).
Die Deutschen setzten Flammenwerfer ab 1915 ein; die Technologie war aber unausgereift und uneffektiv. Die Waffe verursachte in erster Linie Schrecken unter den Gegnern. Die Taktik war seinerzeit von der Sturmabteilung Rohr unter Willy Rohr entwickelt worden. Als effektiv erwies sich der Flammenwerfer hauptsächlich beim Einsatz gegen Befestigungen, wie den Forts rund um Verdun während der Schlacht um Verdun. Die so Angegriffenen hatten wenig Chancen, sich in Sicherheit zu bringen und zusätzlich entzog die Verbrennungsreaktion der Luft den Sauerstoff.
Die damaligen Flammenwerfer waren unhandliche und schwere Geräte, die in der Handhabung zu umständlich waren. Man brauchte viel Personal, um einen Flammenwerfer zu bedienen. Dadurch wurden die Flammenwerfertrupps zu einem leichten Ziel, und die Gefahr von getroffenen und explodierenden Tanks verschlimmerte die Situation.
Die Alliierten stellten daher ihre Versuche ein, einen Flammenwerfer zu entwickeln. Die Deutschen dagegen benutzten Flammenwerfer in über 300 Einsätzen.

### Luftunterstützung

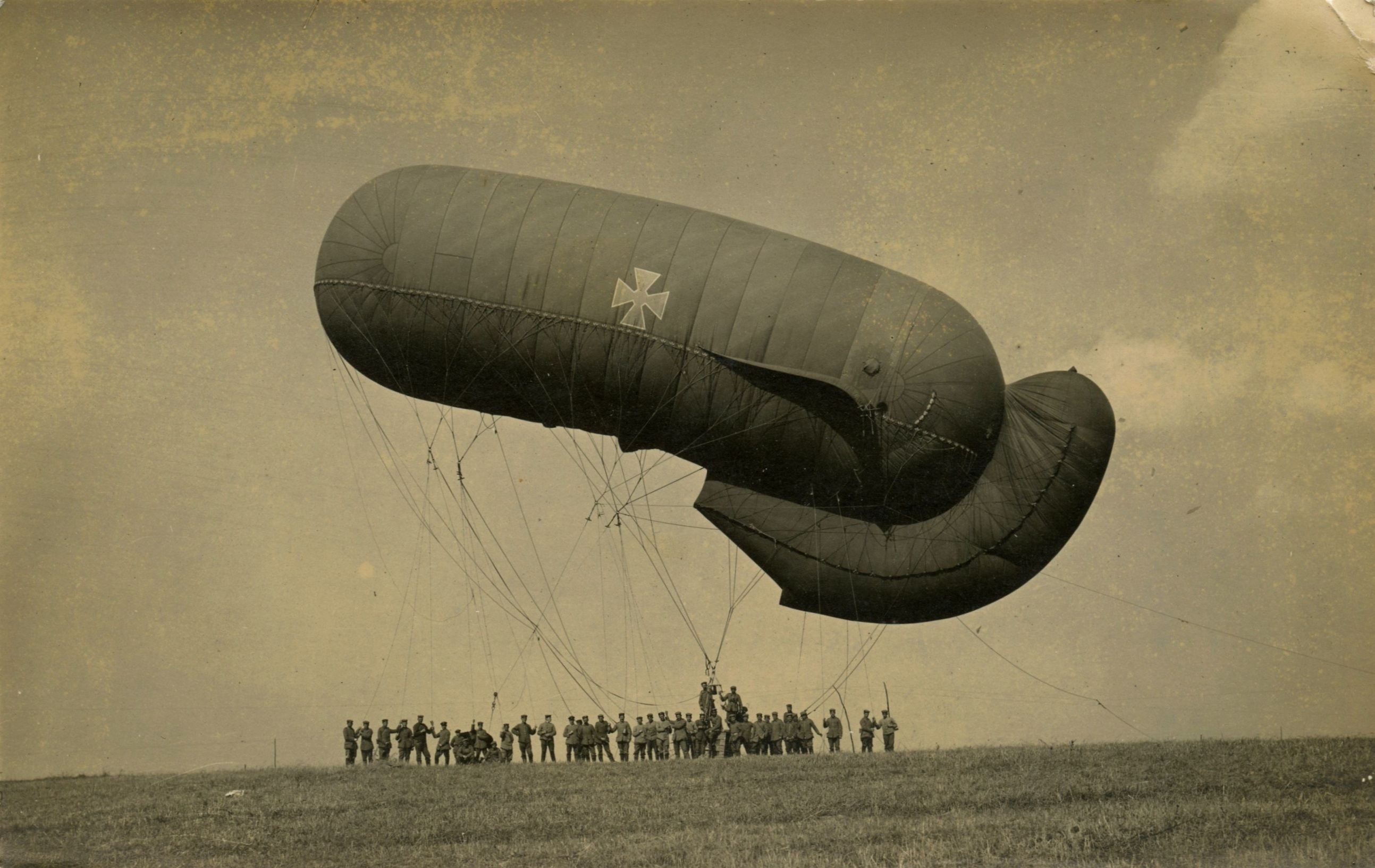
Deutscher Fesselballon an der Westfront, 1916

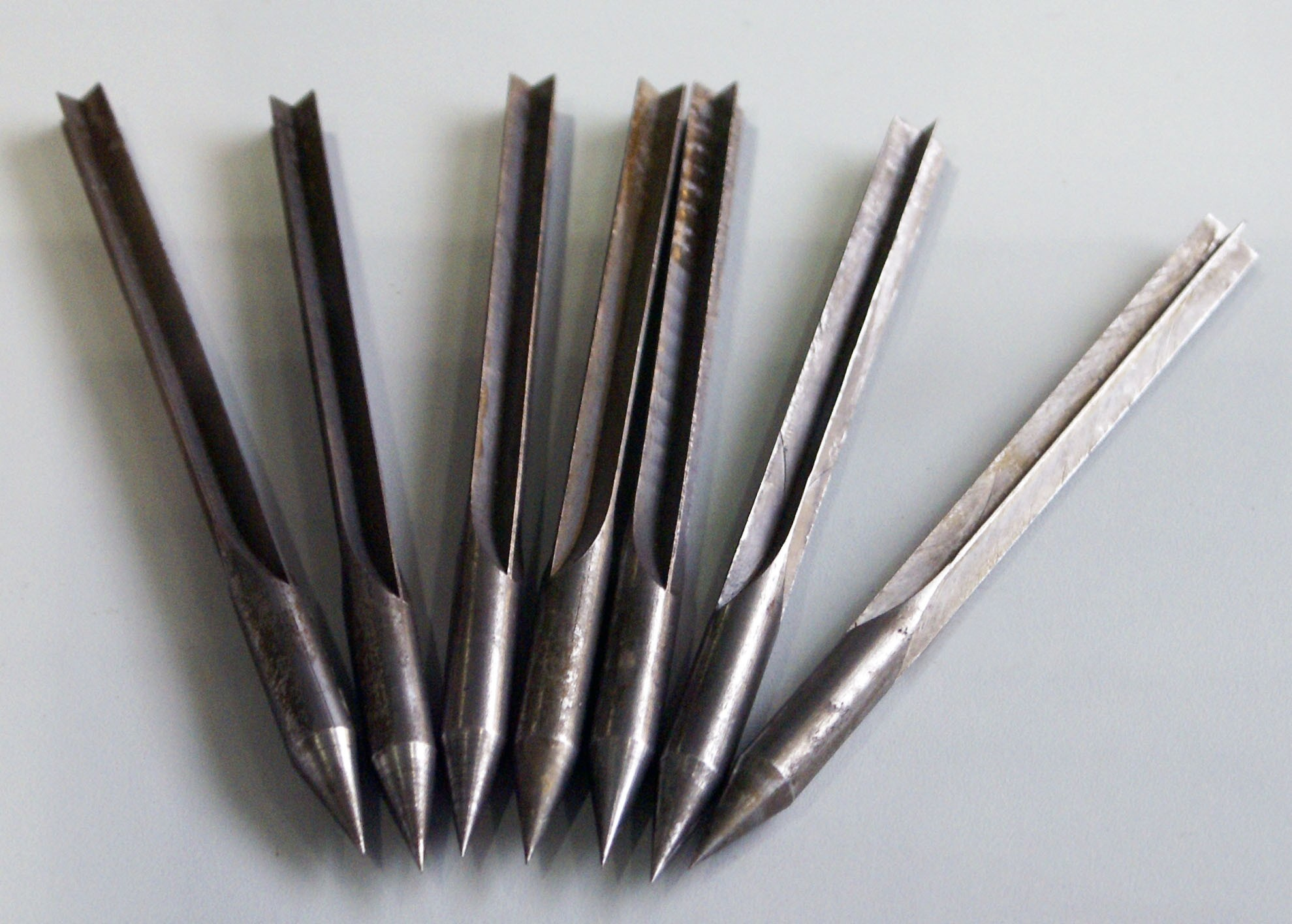
Fliegerpfeile

Die wenig robusten Flugzeuge zu Beginn des Krieges wurden hauptsächlich zur Fernaufklärung eingesetzt. Doch bereits in diesem Zeitraum erfüllten sie eine wichtige, von den Generälen unterschätzte Aufgabe.
Als die Briten in Frankreich ankamen, brachten sie gerade einmal 48 Aufklärungsmaschinen mit. Sie erkundeten jeden Tag das Gebiet des deutschen Vormarschs und meldeten die Feindbewegungen an das Oberkommando. Ihnen war es besonders zu verdanken, dass General Joffre die Offensive an der Marne einleitete.
Eine weitere wichtige Aufgabe war die Artilleriekoordinierung. Dazu wurden auch Fesselballons eingesetzt. Die Aufgabe der ersten Jagdflieger war es, die eigenen Aufklärer zu schützen und die feindlichen Flieger und Fesselballons abzuschießen oder zumindest von ihrer Aufgabe abzuhalten.
Flugzeuge wurden auch direkt gegen feindliche Stellungen eingesetzt. Anfänglich wurden Fliegerpfeile zur Bekämpfung der gegnerischen Truppen verwendet. Diese wurden meist in größeren Mengen über den feindlichen Linien abgeworfen und waren durchaus in der Lage, auch Stahlhelme zu durchschlagen und einen Menschen zu töten. Trotz ihrer Durchschlagskraft waren die Pfeile wegen ihrer geringen Treffsicherheit nicht besonders effektiv, sodass man später Schlachtflugzeuge (so auch das erste Ganzmetallflugzeug, die Junkers J 1) entwickelte, die in geringer Höhe den Feindgraben entlangflogen und diesen mit Maschinengewehrfeuer und Fliegerbomben belegten. Auch die weitere Flugzeugtechnik machte gewaltige Fortschritte: Die Maschinen im späteren Verlauf waren schneller, robuster und mit Maschinengewehren ausgestattet, um gegnerische Ziele zu bekämpfen.
Als Bomber wurden ein- oder mehrmotorige Maschinen eingesetzt. Ihre Aufgabe war hauptsächlich die Niederkämpfung bzw. Zerstörung hochwertiger Ziele im Hinterland, wie feindlicher Artilleriebatterien, Hauptquartiere, Vorratslager usw. Die Bomber waren in der Regel mit einer Abwehrbewaffnung aus Maschinengewehren (gegen feindliche Jagdflugzeuge) ausgestattet.
Insbesondere die Propaganda nutzte den Luftkrieg, da man die Piloten als Helden und Ritter der Lüfte stilisieren und so von den erbarmungslosen Kämpfen in den Gräben ablenken konnte. So wurde der Begriff des Fliegerass für Piloten mit mehr als fünf bestätigten Abschüssen geprägt.
Mit den Fortschritten in der Technik und Taktik des Luftkrieges legten die Flieger sowohl die Grundlage für die Zivilluftfahrt, als auch für die Entwicklung von Bombern und Luftnahunterstützern.

## Grabenkampf

### Strategie
Die grundlegende Strategie des Stellungskrieges ist die Abnutzung: Die Ressourcen des Gegners sollen kontinuierlich verbraucht werden, bis dieser nicht mehr in der Lage ist, einen Krieg zu führen.
Dies hielt im Ersten Weltkrieg die ehrgeizigen Kommandeure jedoch nicht davon ab, auch der Strategie der Auslöschung und dem Ideal einer alles entscheidenden Schlacht zu folgen. Der britische Kommandant General Douglas Haig verfolgte das Ziel eines Durchbruchs, den er mit seinen Kavalleriedivisionen ausnutzen konnte. Seine großen Offensiven – Somme 1916 und Flandern 1917 – waren als Durchbrüche geplant, entwickelten sich jedoch zu reinen Abnutzungsschlachten. Die Deutschen verfolgten aktiv das Ziel der Abnutzung mit dem Angriff bei Verdun, der das Ziel hatte, die französische Armee „ausbluten“ zu lassen. In den großen Materialschlachten sollte, unter weitestgehender Schonung der eigenen menschlichen Ressourcen, qualitativ oder quantitativ überlegenes Material zum Einsatz gebracht werden, um dem Gegner größtmöglichen Schaden hinzuzufügen. So waren in der Regel die Alliierten weit überlegen an der reinen Menge von Artilleriegeschützen und der Produktionskapazität für Granaten. Sie waren auch die einzigen, die die damals neue Waffe des Panzers (gegen Kriegsende) in großer Zahl zum Einsatz brachten. Auf deutscher Seite versuchte man primär, die Qualität (Reichweite, Wirkung) der Waffen zu perfektionieren.
Diese Strategien erforderten von allen Parteien die Umstellung aller Ressourcen auf den Kriegszustand (Totaler Krieg), was besonders das Leiden der Zivilbevölkerung erhöhte. Auch konnte eine Abnutzungsstrategie leicht dadurch scheitern, dass weitere Staaten in den Krieg eintraten und sich so die Leistungsfähigkeit einer Kriegspartei erhöhte, wie durch den Kriegseintritt der USA 1917.

### Taktik

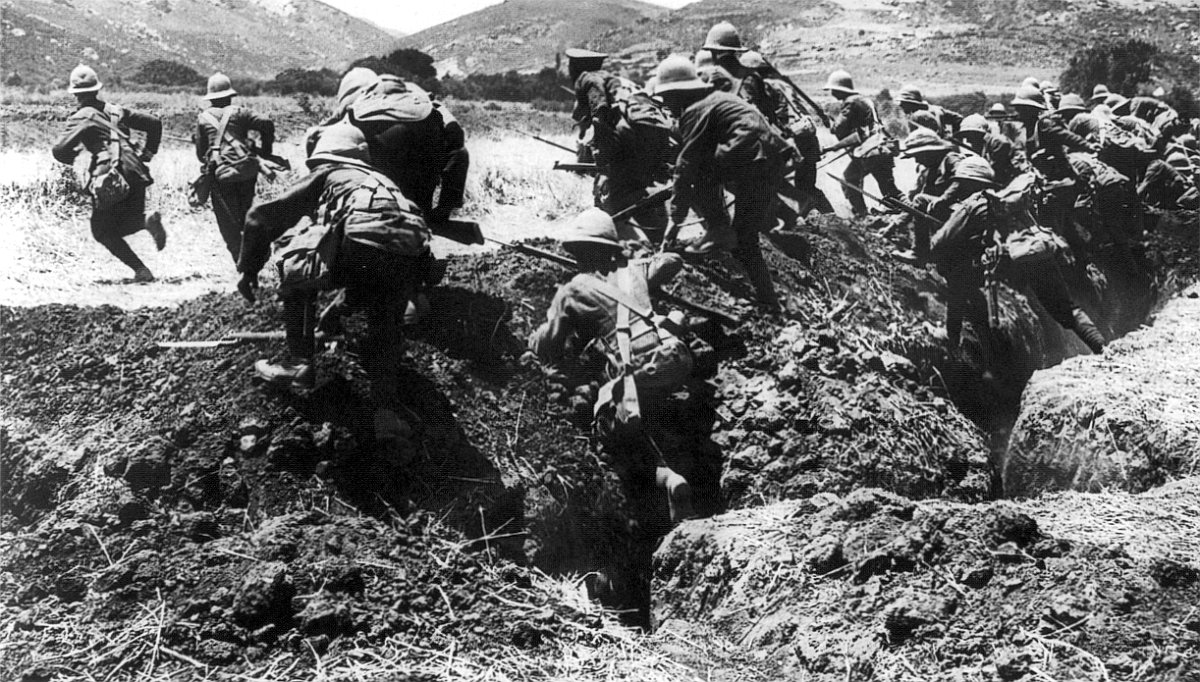
Britische Infanterie übt einen Angriff aus einem Graben für die Schlacht von Gallipoli

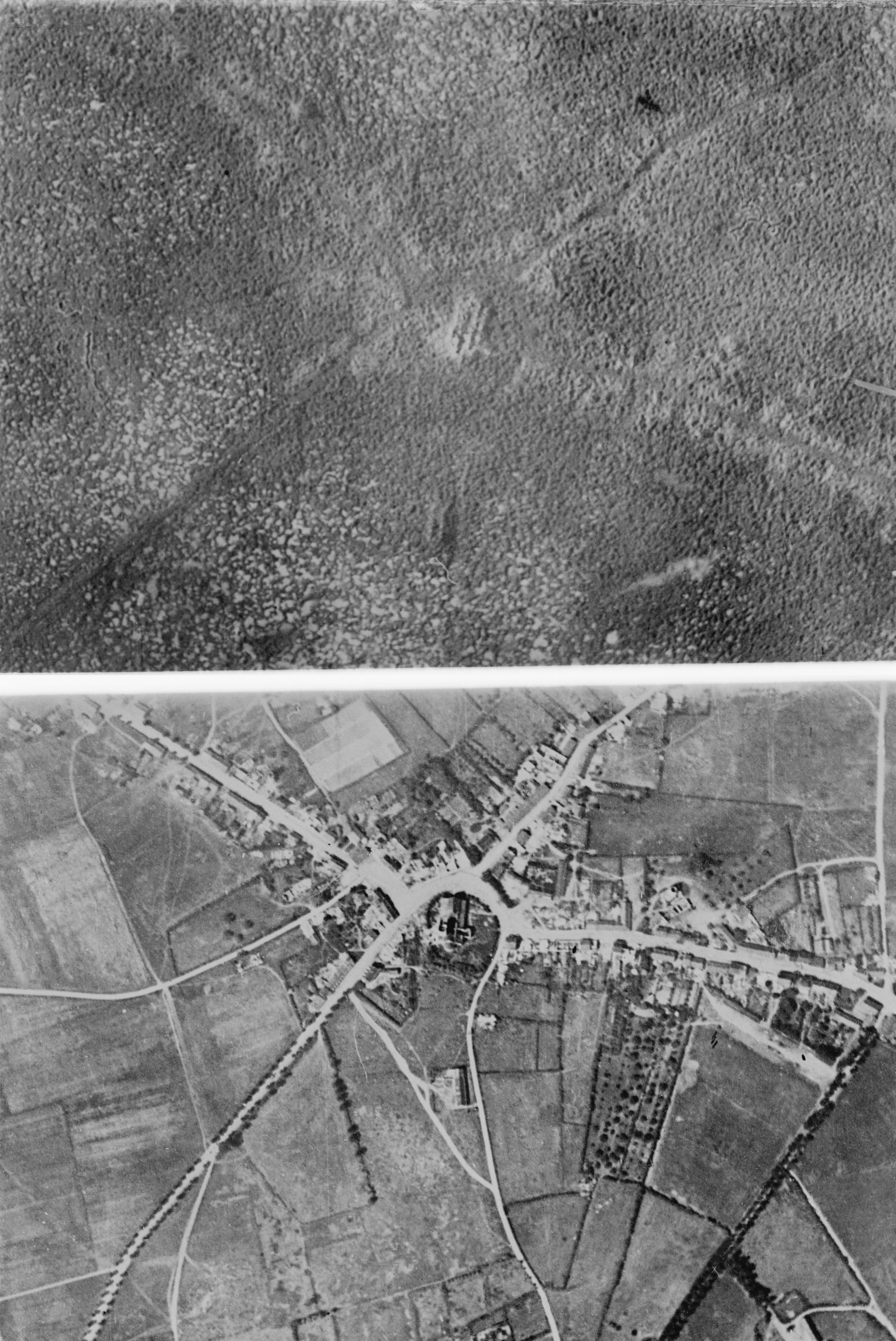
Das Dorf Passchendaele, vor und nach der Dritten Flandernschlacht 1917

Das übliche Bild von einem Infanterieangriff während des Ersten Weltkriegs besteht aus einer Masse an Soldaten, die in einer Linie durch das Abwehrfeuer auf die feindlichen Gräben zustürmen. Dies war in der Tat die übliche Standardmethode zu Beginn des Krieges; erfolgreich war diese Taktik jedoch äußerst selten. Die übliche Methode zu attackieren bestand darin, bei Nacht aus vorbereiteten Laufgräben anzugreifen, wobei meist im Vorfeld bereits die größten Hindernisse beseitigt wurden.
1917 entwickelte der deutsche General Oskar von Hutier eine Infiltrationstaktik, bei der kleinere, gut ausgebildete und ausgerüstete Stoßtrupps Schwachpunkte der feindlichen Linien angriffen und starke Befestigungen umgingen. Außerdem sollten die Angriffe nicht wie üblich mit umfangreichen Trommelfeuer eingeleitet werden, was den Gegner hätte warnen können. Stärkere Infanterieeinheiten sollten darauf folgen und stärker verteidigte Stellungen angreifen. Somit konnten sie tief in die gegnerischen Gebiete eindringen, allerdings war der Vorstoß durch die mangelnde Kommunikation und die begrenzten Vorräte der Truppen limitiert. Während der Gegenoffensive bei Cambrai Ende 1917 und der deutschen Frühjahrsoffensive von 1918 wurde die Taktik eingesetzt.
Die Rolle der Artillerie bei einer Attacke war zweigeteilt: Zum einen sollte sie die feindlichen Verteidigungen zerstören und die Truppen zurückdrängen, zum anderen sollte sie den Angriff durch einen Vorhang aus Granaten (Sperrfeuer) vor einem Gegenangriff schützen. Es wurde häufig – erstmals in der Herbstschlacht in der Champagne von 1915 – eine so genannte Feuerwalze angewendet, bei der das Geschützfeuer auf einen Geländeabschnitt konzentriert wurde, der der angreifenden Infanterie unmittelbar vorausging. Entsprechend einem vorher festgelegten Schema wurde von der Artillerie ein breiter Streifen beschossen. Dann sprang der Beschuss einige Meter in Feindrichtung, während die Infanterie – möglichst nahe folgend – in den zuvor beschossenen Abschnitt aufrückte. Die Schwierigkeit hierbei war jedoch die genaue Abstimmung zwischen Infanterie und Artillerie. Blieb die Infanterie hinter dem Zeitplan zurück, verlor die Feuerwalze ihre Wirkung – war sie zu schnell, geriet sie in das eigene Artilleriefeuer.
Die Einnahme eines Ziels war jedoch nur ein Teil der erfolgreichen Schlacht, zum Gewinn der Schlacht musste das Ziel auch gehalten werden. Der Angreifer musste nicht nur Waffen mitbringen, um den Graben einzunehmen, sondern auch die Werkzeuge – Sandsäcke, Hacken, Schaufeln und Stacheldraht –, um den Graben gegen einen Gegenangriff verteidigen zu können. Die Deutschen legten großen Wert auf einen sofortigen Gegenangriff, um die verlorenen Gräben zurückzuerobern. Diese Taktik kostete viele Menschenleben, als die Briten sich ab 1917 entschlossen, die Angriffe besser zu planen, und so den erwarteten Gegenangriff besser abfangen konnten.

### Kommunikation

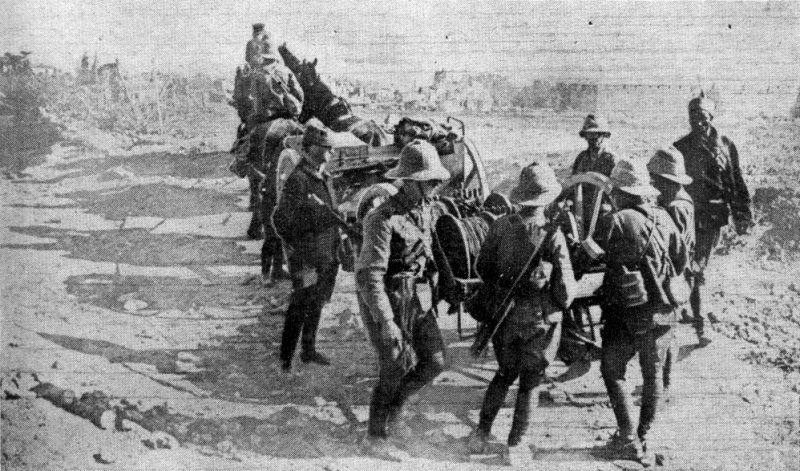
Britische und französische Soldaten legen ein Telegrafenkabel in Gallipoli

Eine der größten Schwierigkeiten der Angreifer war eine verlässliche Kommunikation. Die kabellose Kommunikation steckte noch in den Kinderschuhen und war noch nicht einsatztauglich. Daher verwendete man Telefon, Semaphor, Signallampe, Signalpistole, Brieftaube, Meldehund und Meldeläufer. Keine dieser Methoden war jedoch zuverlässig. Das Telefon war die effektivste Methode, jedoch waren die Kabel gegen Artilleriefeuer sehr anfällig und wurden meistens schon früh in der Schlacht durchtrennt. Um dies auszugleichen, wurden die Kabel im leiterartigen Muster verlegt, damit mehrere redundante Leitungen zur Verfügung standen. Leuchtgeschosse wurden zur Erfolgsmeldung genutzt oder um einen vorher abgesprochenen Artillerieangriff zu starten. Auch das Abgehörtwerden vom Gegner war anfangs ein großes Problem.
Es war nicht ungewöhnlich, dass ein kommandierender Offizier zwei bis drei Stunden auf Meldungen über den Verlauf einer Schlacht warten musste. Dadurch wurden schnelle Entscheidungen unmöglich gemacht. Der Ausgang vieler Schlachten lag daher in den Händen der Kompanie- und Zugführer vor Ort.
Erst 1916, auf dem Schlachtfeld von Verdun, kam es zum Einsatz transportabler kleiner Funkstationen, die kurze Morsecodes übermitteln konnten, wobei jedoch die Gefahr der Frequenzüberschneidung mit den Nachbardivisionen bestand, weshalb genaue Regulierung und Funkdisziplin erforderlich war.

## Überwindung des Grabenkriegs und Nachwirkungen

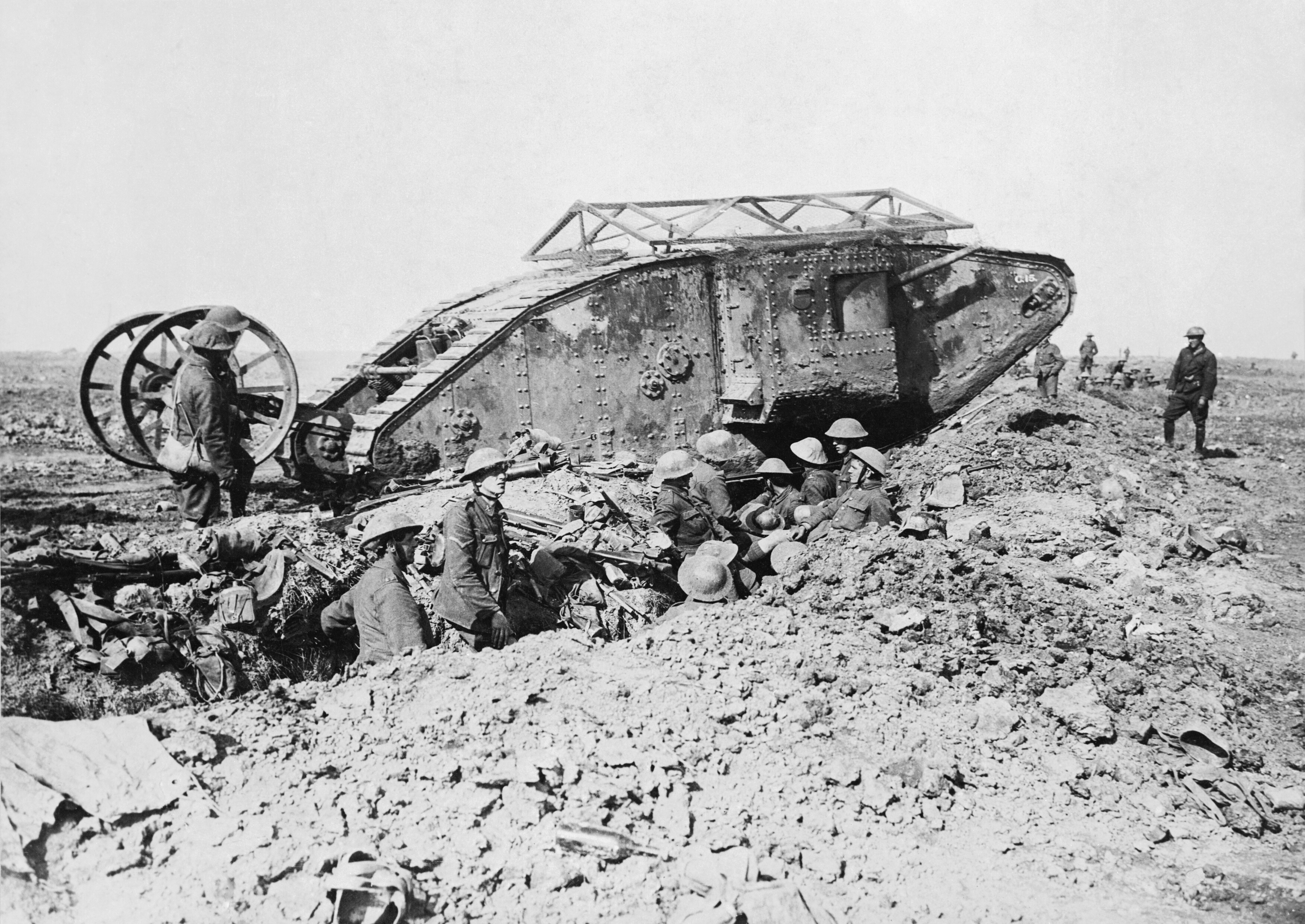
Britischer Mark I während der Schlacht an der Somme

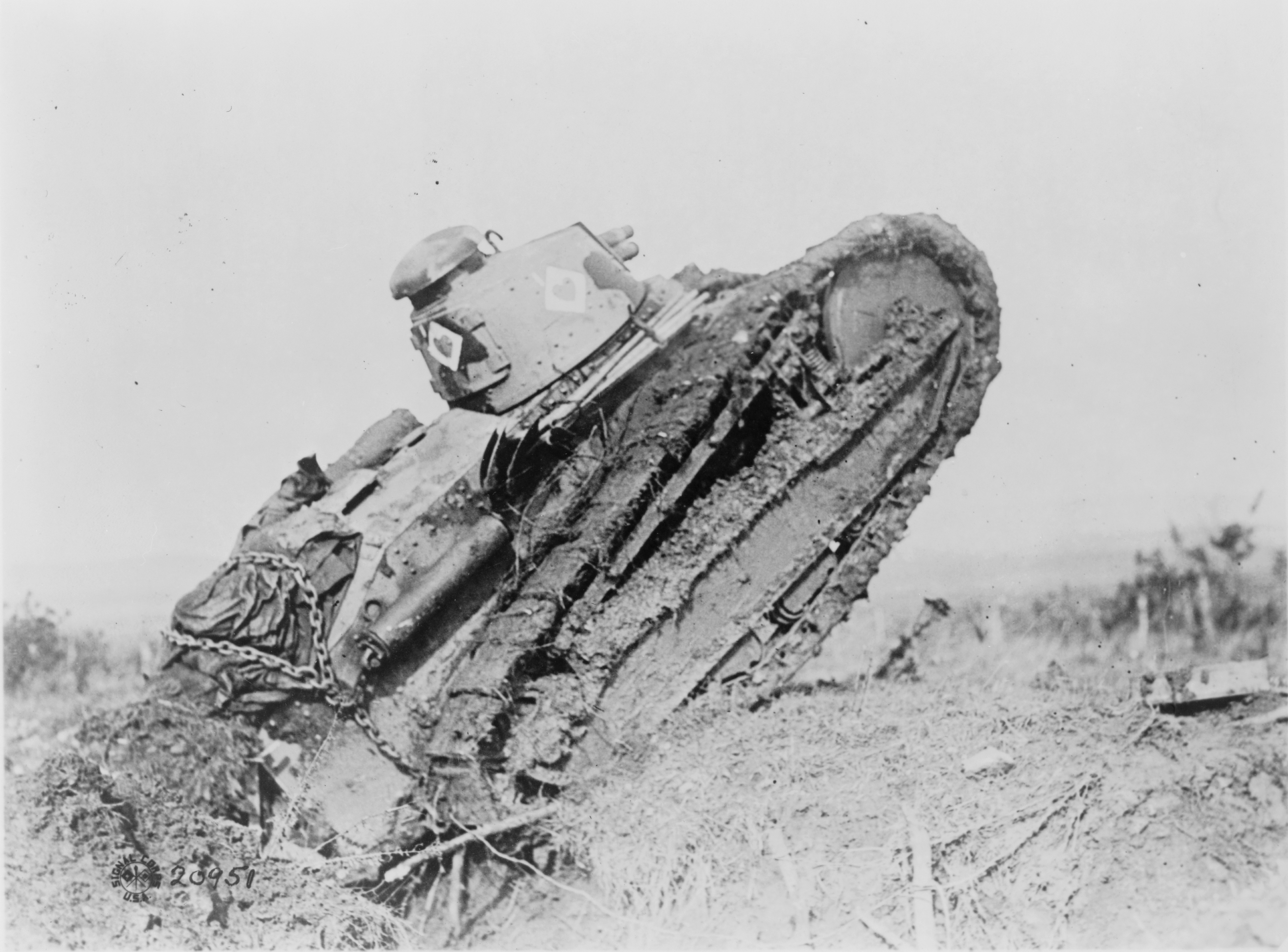
Ein Renault FT bahnt sich den Weg durch die Gräben

Der Stellungskrieg entstand als Resultat der Entwicklung der neuen, infanterietauglichen Schnellfeuerwaffen und deren Massenproduktion. Daher wird oft angenommen, dass auch neue Technologien dem Stellungskrieg ein Ende bereiteten, in der Regel wird hier der Panzer angeführt. Panzer waren mit Sicherheit ein wichtiger Faktor, jedoch wurden sie erst spät im Krieg in größeren Stückzahlen eingesetzt. Wegen der geringen Stückzahlen und der Unerfahrenheit der Generäle und Soldaten in sinnvollen Panzertaktiken waren die ersten Einsätze nicht sehr erfolgreich. Auch die noch mangelnde Beweglichkeit und Kampfkraft der frühen Panzer erschwerte den Einsatz. So blieben die Panzer im Schlamm oder Unebenheiten stecken oder konnten noch relativ gut mit Flammenwerfern, Geschützen oder konzentriertem Maschinengewehrbeschuss bekämpft werden. Auch verloren die ungelenken Raupenfahrzeuge schnell ihren Schrecken, der bei den ersten Einsätzen die deutschen Soldaten aus den Gräben getrieben hatte.
Während der Schlacht von Cambrai wurde im November 1917 erstmals ein massiver Angriff von Panzern durchgeführt. Der Durchbruch wurde aber nicht genutzt und die Panzer zu früh abgezogen. So konnten zwar größere Geländegewinne erzielt werden, die aber bei einer deutschen Gegenoffensive wieder verloren gingen.
Nach dem Krieg übertrieben beide Seiten die Wirkung des Panzers auf den Stellungskrieg. Das deutsche Militär suchte und fand in ihnen einen Grund für die Niederlage. Für die aufstrebenden alliierten Offiziere, die gerne ein großes, eigenständiges Panzerkorps gesehen hätten (unter anderen J.F.C. Fuller und George S. Patton), war die Hervorhebung des Panzers ein Weg, um politische Ziele zu erreichen. Für die Analysten bot der Panzer eine Erklärung für Entwicklungen, die durch andere Änderungen in den Waffensystemen nicht ausreichend erklärbar waren. Man konnte sich nicht vorstellen, dass eine der anderen Waffen (Flugzeuge, Artillerie, Gas) oder eine verbesserte Kommunikation diese Änderung herbeigeführt haben könnte.

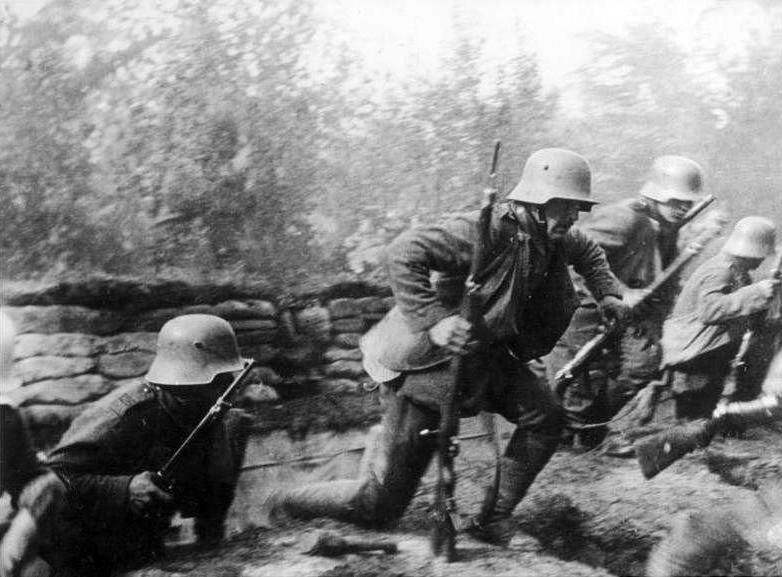
Deutscher Stoßtrupp im Ersten Weltkrieg

Der Panzer war jedoch nur eine teilweise Erklärung dafür, dass der Stellungskrieg obsolet geworden war. Viele alliierte Siege von 1917 wurden ohne oder mit nur sehr wenigen Panzern errungen. Die Deutschen machten zu Beginn des Jahres 1918 Landgewinne, ohne über eine nennenswerte Panzertruppe zu verfügen (die meisten eingesetzten Panzer waren Beutefahrzeuge). Die wichtigste Lektion, die die deutschen Taktiker nur zu gut gelernt hatten und dies mit dem Blitzkrieg im Westen 1940 ihren alliierten Gegnern deutlich demonstrierten, war nicht technologischer, sondern taktischer Natur. Militärs wie J. F. C. Fuller, Basil Liddell Hart, Heinz Guderian und Charles de Gaulle erkannten, dass durch die Schaffung von Panzerdivisionen der Verteidigungsvorteil der Infanterie zunichtegemacht werden würde, und wurden so zu Vordenkern des modernen Bewegungskrieges. Entscheidend wurde das Zusammenwirken von Panzerverbänden, Kampfflugzeugen und Infanterie und die so genannte Schwerpunktbildung an einem begrenzten Frontabschnitt. Der Schlüssel, um die statische Kriegsführung in den Gräben zu durchbrechen, lag darin, die taktische Überraschung zu erreichen, die Schwachpunkte der gegnerischen Linie zu attackieren, die Befestigungen zu umgehen und sich von der Vorstellung zu lösen, einen umfassenden Plan für jede Situation parat zu haben. Stattdessen wurden kleine, autonome Gruppen hochtrainierter Soldaten eingesetzt (die so genannten Stoßtrupps), in denen Vorgesetzte, vom Kompanieoffizier bis hin zum Truppführer, selbsttätig agieren konnten. Oft war es auch schon der Eigeninitiative einfacher Soldaten zu verdanken, dass etwa eine feindliche befestigte Stellung ausgeschaltet und so den nachfolgenden Angriffstruppen das Vorankommen wesentlich erleichtert wurde, was sich im größeren Maßstab als mitentscheidend für den Schlachtausgang erweisen konnte. Auch wurden bei dieser von Oskar von Hutier entworfenen Methode vorbereitende Flächenbombardements durch die Artillerie vermieden, da diese die gegnerischen Stellungen ohnehin nicht vernichten konnten und stattdessen eher den Gegner warnten, der sich so auf den Angriff einstellen konnte.
Die Nutzlosigkeit des Stellungskrieges wurde jedoch nicht von allen Armeen erkannt; so bauten die Franzosen in den 1930er Jahren die Maginot-Linie, die sich dementsprechend im Zweiten Weltkrieg auch als nutzlos erwies, weil die deutsche Wehrmacht sie schlicht umging.
Auch wenn der Zweite Weltkrieg mobiler war als der Erste, bleibt dennoch ein Vermächtnis des Grabenkriegs bis in die heutige Kriegsführung erhalten. Dieses Vermächtnis ist die massive Feuerkraft, die über eine große, nun mobile Front verfügbar war. Diese Entwicklung führte zu Zerstörungen, die im Vergleich zu denen der Kriege des 18. und 19. Jahrhunderts erschreckend waren. Zusätzlich hatten die taktischen Neuerungen, die den Stellungskrieg überflüssig machten, einen immensen Einfluss auf die Kriegsführung. Noch heute ist die Basis des modernen Landkriegs eine kleine, quasi-autonome Einheit, das sogenannte Fire Team, und eine reibungslose Kommunikation ist der Schlüssel, um die Initiative gegenüber dem Feind zu gewinnen und zu behalten.

## Auswirkungen auf die Kunst

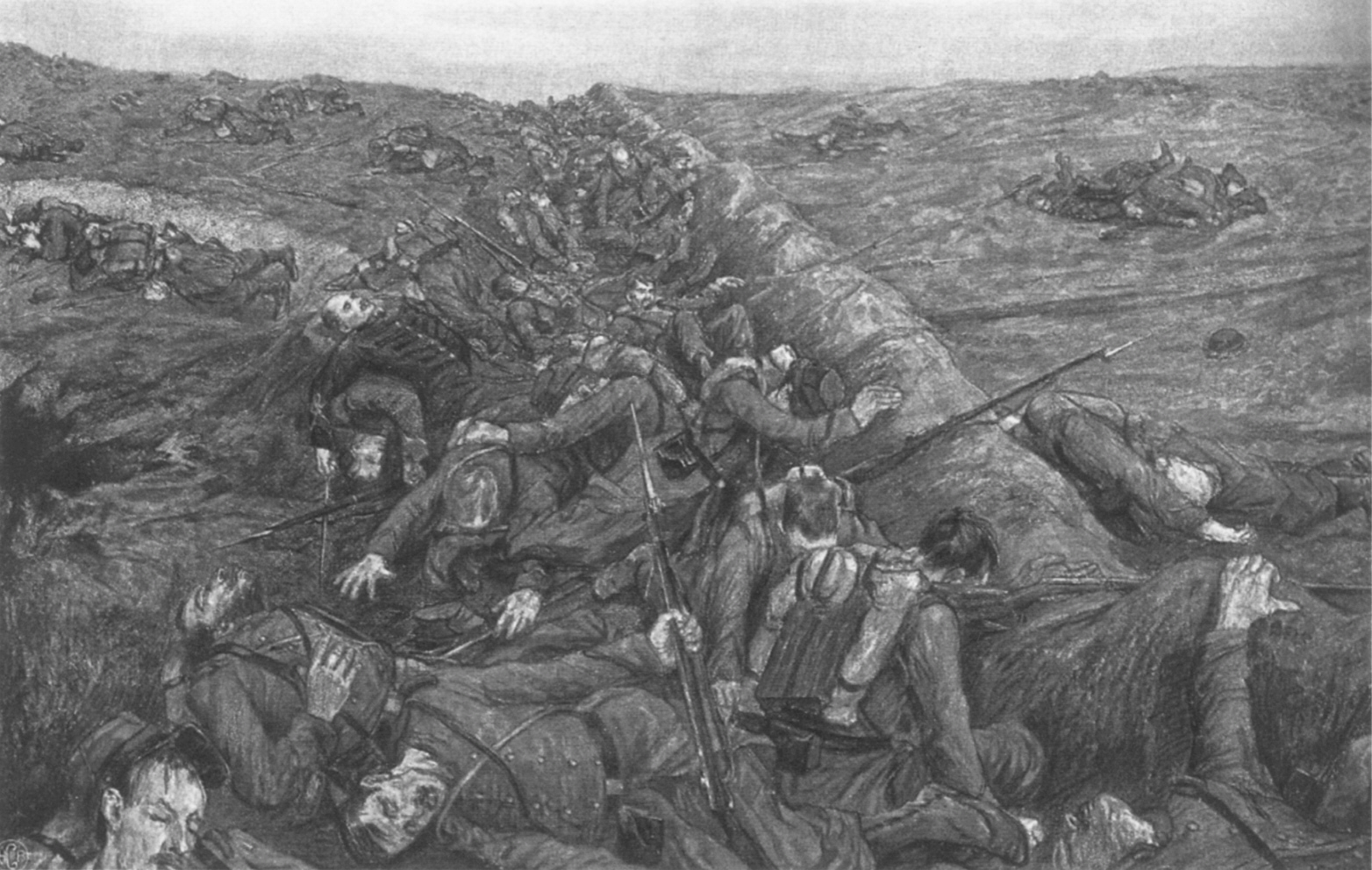
Hans Baluschek: Die Vernichtung, 1915

Die Schrecken des Grabenkrieges hinterließen bei den unmittelbar Beteiligten einen bleibenden Eindruck, den diese oftmals durch Tagebücher und Romane zu verarbeiten suchten. Meist enthielten diese Romane eine deutliche Anti-Kriegs-Botschaft, zum Beispiel Erich Maria Remarques Im Westen nichts Neues (1928/29) oder Der Weg zurück. Andere Autoren zeichneten ein eher verherrlichendes Bild vom Krieg, so zum Beispiel Ernst Jünger 1920 mit In Stahlgewittern – Aus dem Tagebuch eines Stoßtruppführers. Schon während des Krieges hatte Stefan George sein großes Gedicht Der Krieg geschrieben, in dem er auch seinem Ekel über den Krieg der Schützengräben Ausdruck gab:
Der selbst lacht grimm wenn falsche heldenreden

Von vormals klingen der als brei und klumpen

Den bruder sinken sah · der in der schandbar

Zerwühlten erde hauste wie geziefer.
Kurt Tucholsky thematisierte das sinnlose Sterben in den Schützengräben 1926 in seinem Gedicht Der Graben, das 1959 als Chanson von Hanns Eisler vertont wurde.  Ernst Jandl verwendete in seinem vokallosen Gedicht schtzngrmm (1957) das Wort Schützengraben selbst lautmalerisch zur Darstellung des lärmenden Geschehens im Grabenkrieg. Genannt sei auch das Hauptwerk des amerikanisch-britischen Dichters und Kritikers T. S. Eliot von 1922 (Das wüste Land, engl. The Waste Land), das als Parabel auf den als Untergang der bisherigen Zivilisation bewerteten Krieg verstanden werden kann. Die Liedermacher Eric Bogle und Hannes Wader griffen 1976/1981 den Grabenkrieg in ihrem Chanson The Green Fields of France (deutsch Es ist an der Zeit) auf.
Die während des Krieges entstandene Dadaismus-Bewegung geht in Teilen sowohl auf die verwirrenden physiologischen Sinneseindrücke des Frontlebens zurück als auch auf das Unvermögen, dem so Erfahrenen einen tieferen Sinn (im Sinne einer Bedeutung) abzugewinnen. Das an der Front erfahrene Gefühl, letztlich unbeeinflussbaren Gewalten ausgeliefert zu sein, war für viele Künstler, so sie den Krieg überlebten, ein Wendepunkt ihres Schaffens, teils im produktiven Sinn, teils im Ausdruck einer tiefen Desillusionierung (Lost Generation). Auch später entstandene Stilrichtungen wie der Surrealismus waren von den psychologischen Traumata des Weltkriegs geprägt und wirkten ihrerseits prägend auf das Lebensgefühl der Zwischenkriegszeit.
Der deutsche Maler Otto Dix (Triptychon Der Krieg, sein Gemälde Grabenkrieg und das Hauptwerk Schützengraben), der Franzose Fernand Léger, die Briten Christopher R. W. Nevinson und John Nash (Over the Top) stehen für eine Generation von Künstlern, die versuchten, Zerstörungen und Schrecken des Stellungskrieges in der Malerei deutlich zu machen.
Auch in Filmen wurde der Stellungskrieg früh aufgegriffen, so versuchte Charlie Chaplin bereits 1918, den Krieg in Gewehr über (Shoulder Arms) ein wenig auf die leichte Schulter zu nehmen, ohne ihn jedoch zu verharmlosen. Die amerikanische Remarque-Verfilmung Im Westen nichts Neues von 1930 war ein internationaler Erfolg und gilt noch heute als einer der beeindruckendsten Antikriegsfilme.
In den 1980er Jahren und später wurde der Grabenkrieg immer wieder in Film und Fernsehen thematisiert. Die letzten sechs Folgen der britischen Comedy-Fernsehserie Black Adder (1986–1989), die zentrale Epochen der englischen Geschichte satirisch darstellt, spielen in Schützengräben des Ersten Weltkriegs.